# Listă de scriitori maghiari

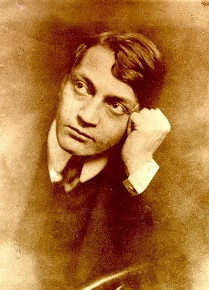
Ady Endre

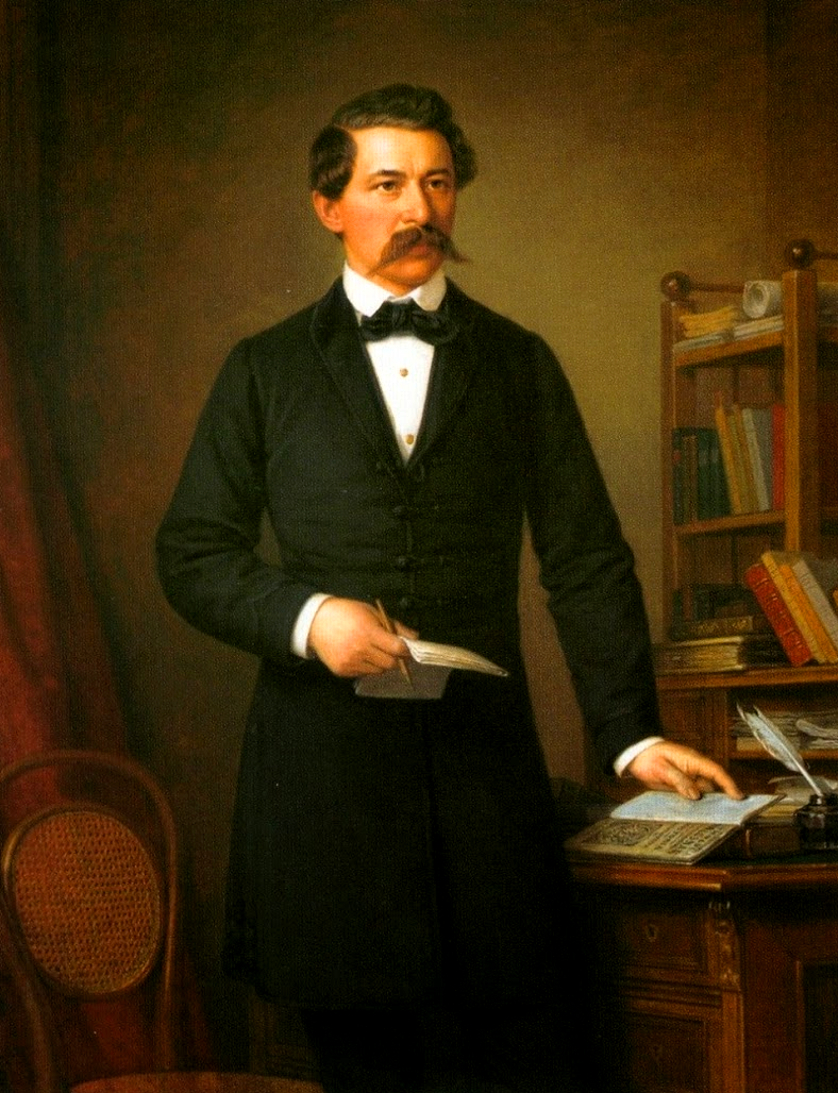
Arany János

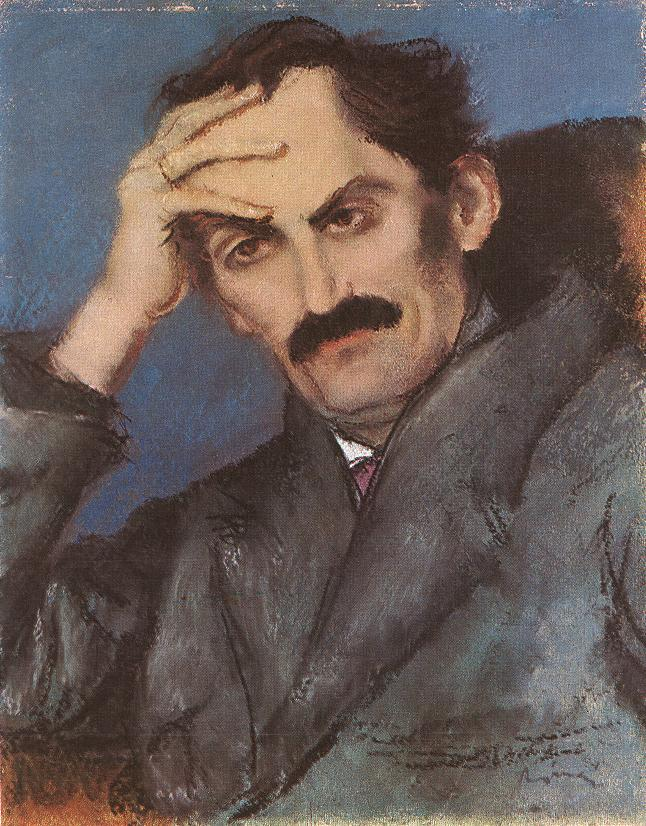
Babits Mihály

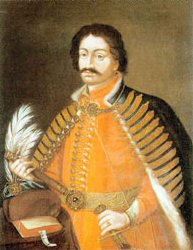
portretul lui Bálint Balassi

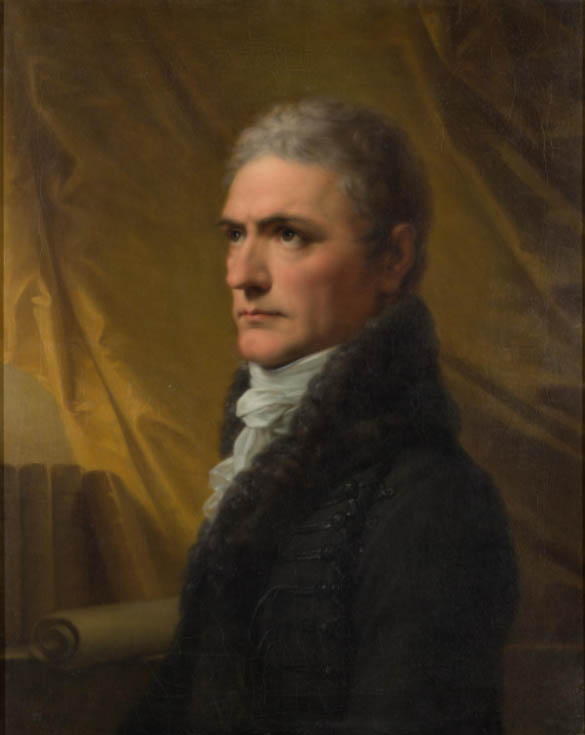
Batsányi János

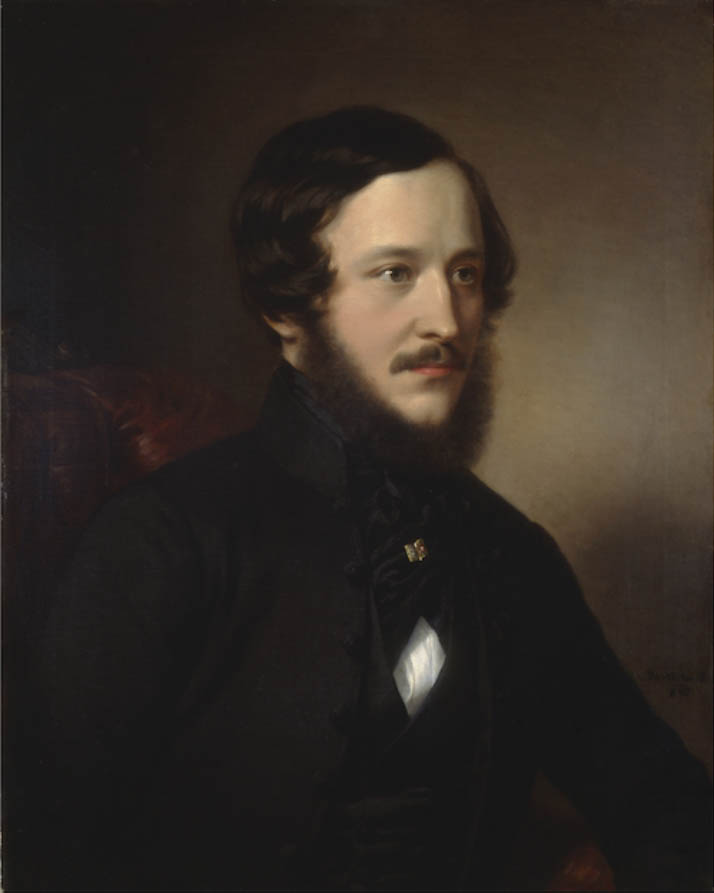
Eötvös József

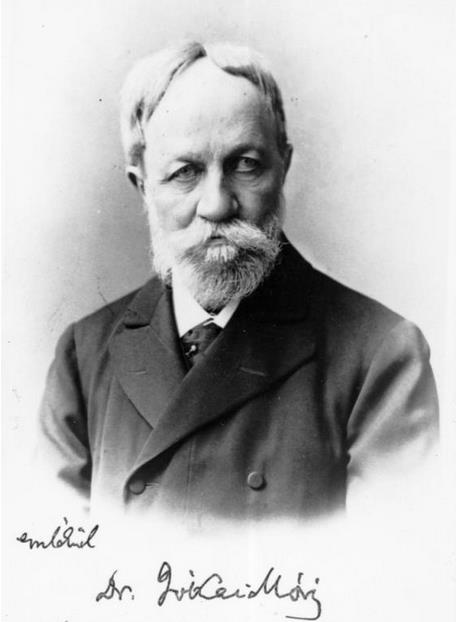
Jókai Mór

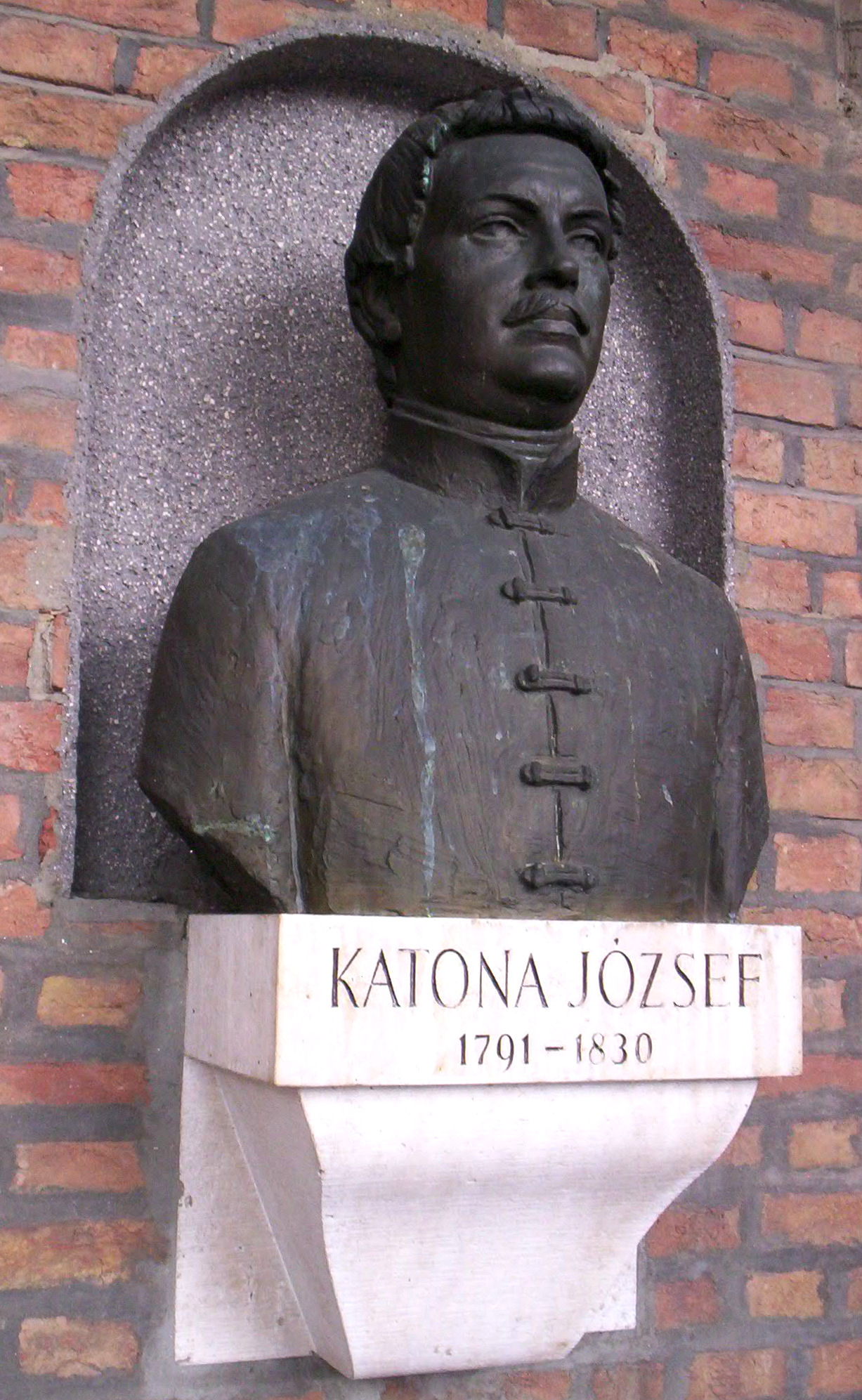
Katona József

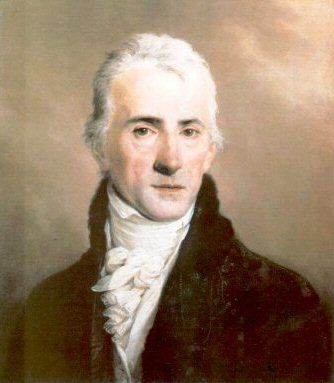
Kazinczy Ferenc

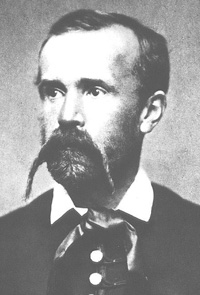
Madách Imre

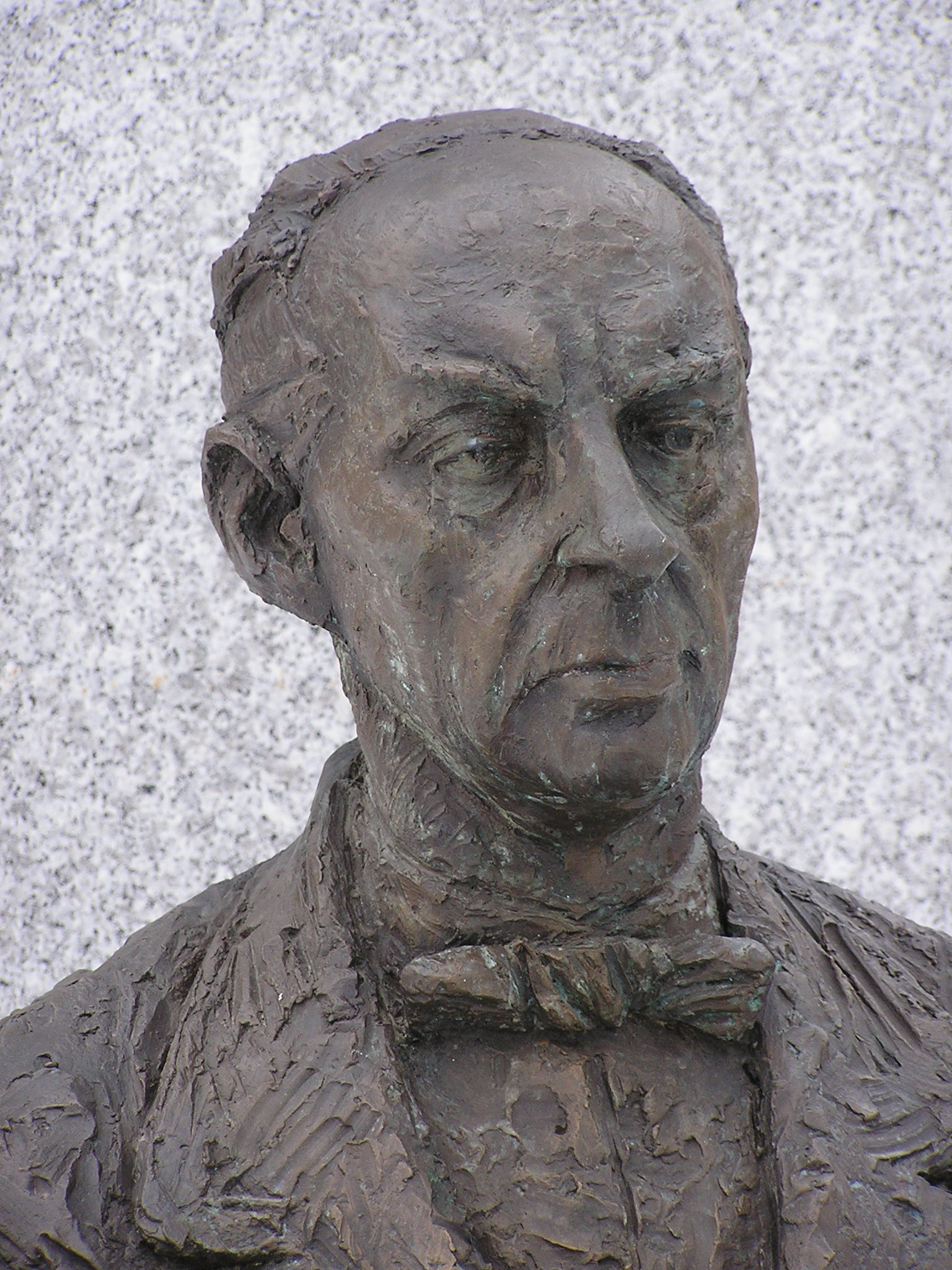
Márai Sándor

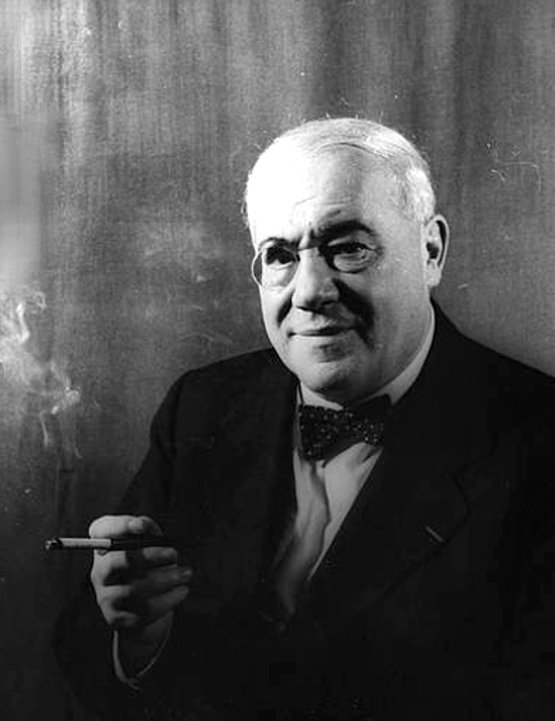
Molnár Ferenc

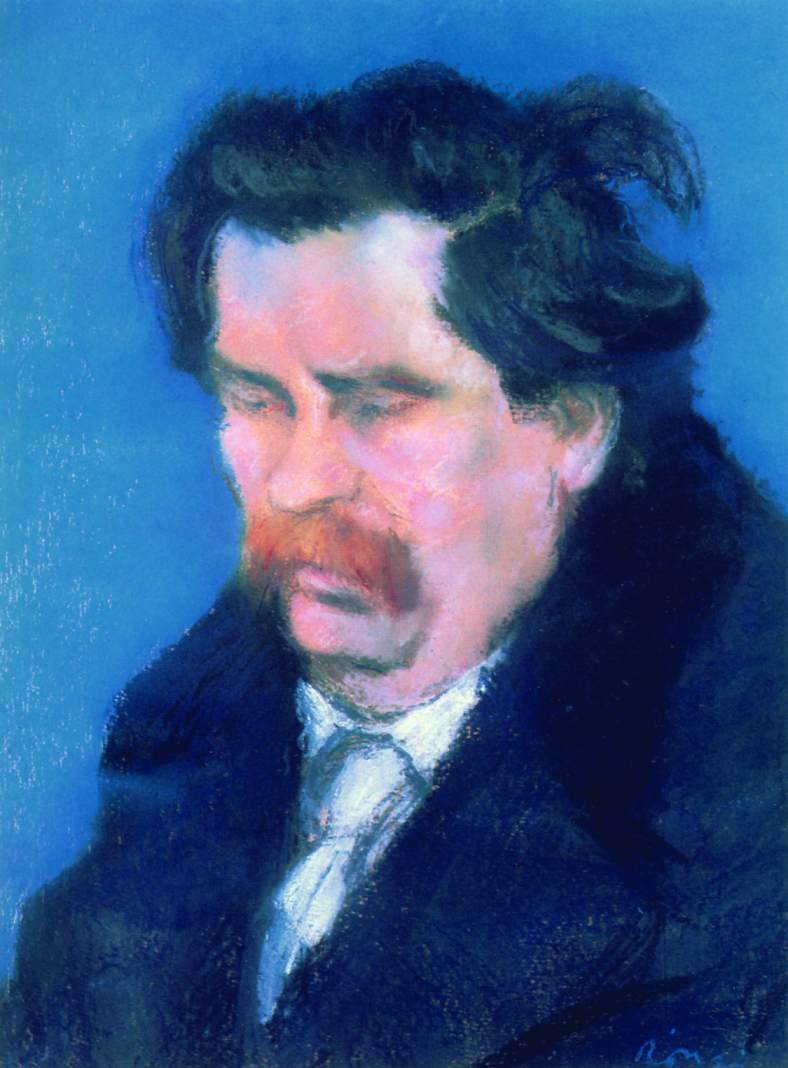
Móricz Zsigmond

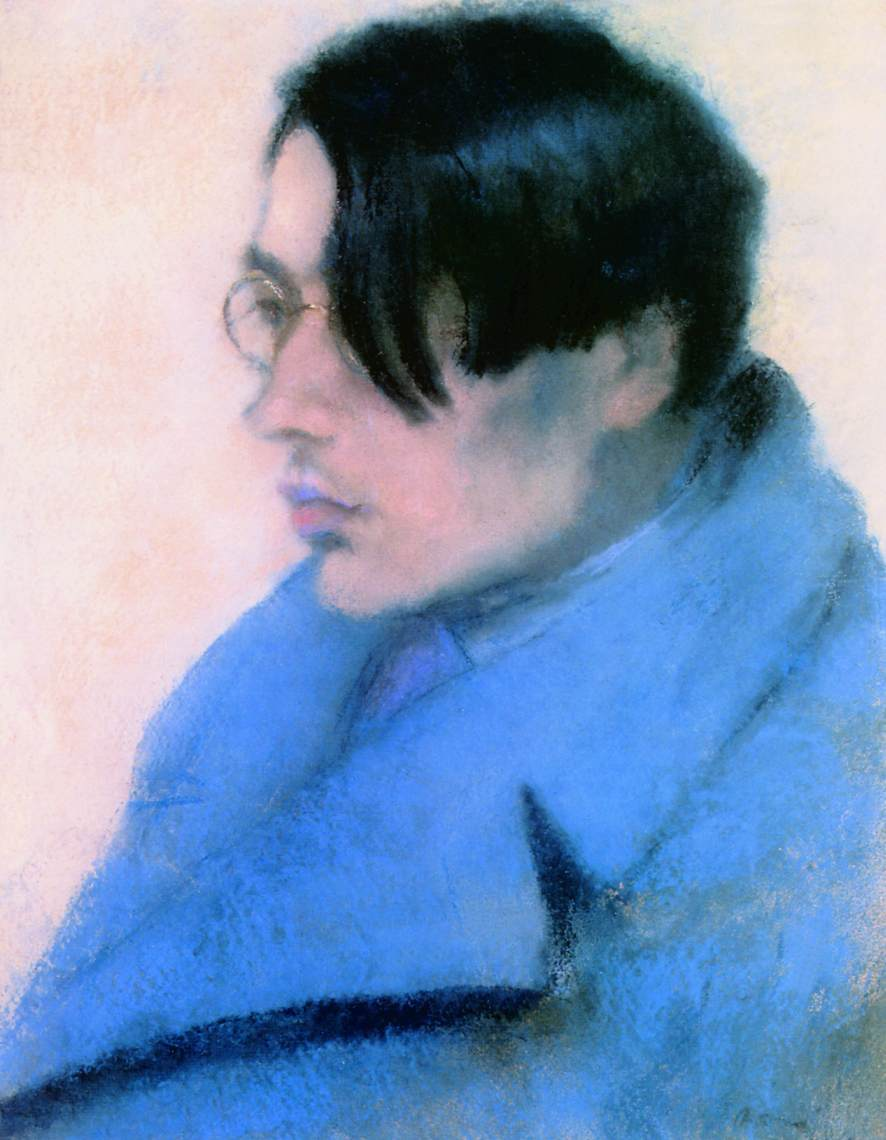
Szabó Lőrinc

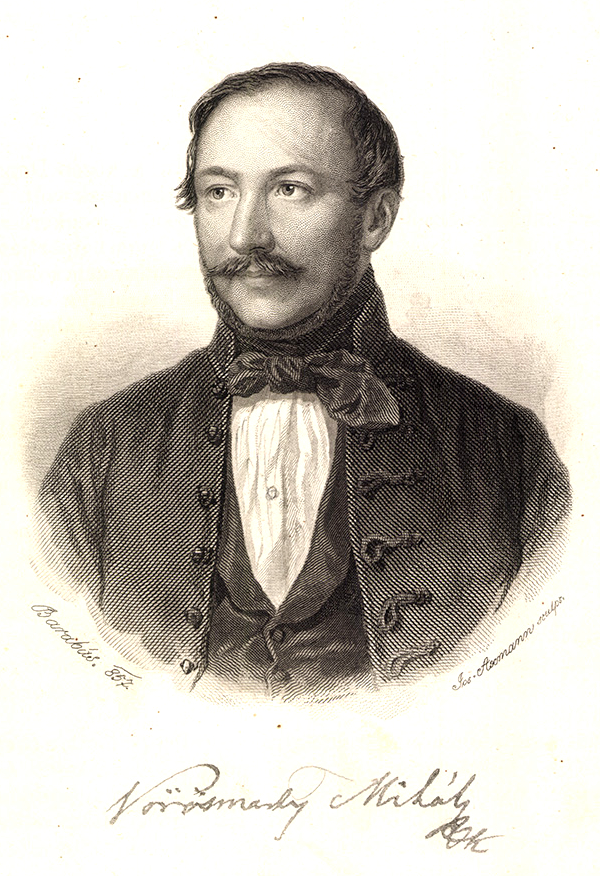
Vörösmarty Mihály

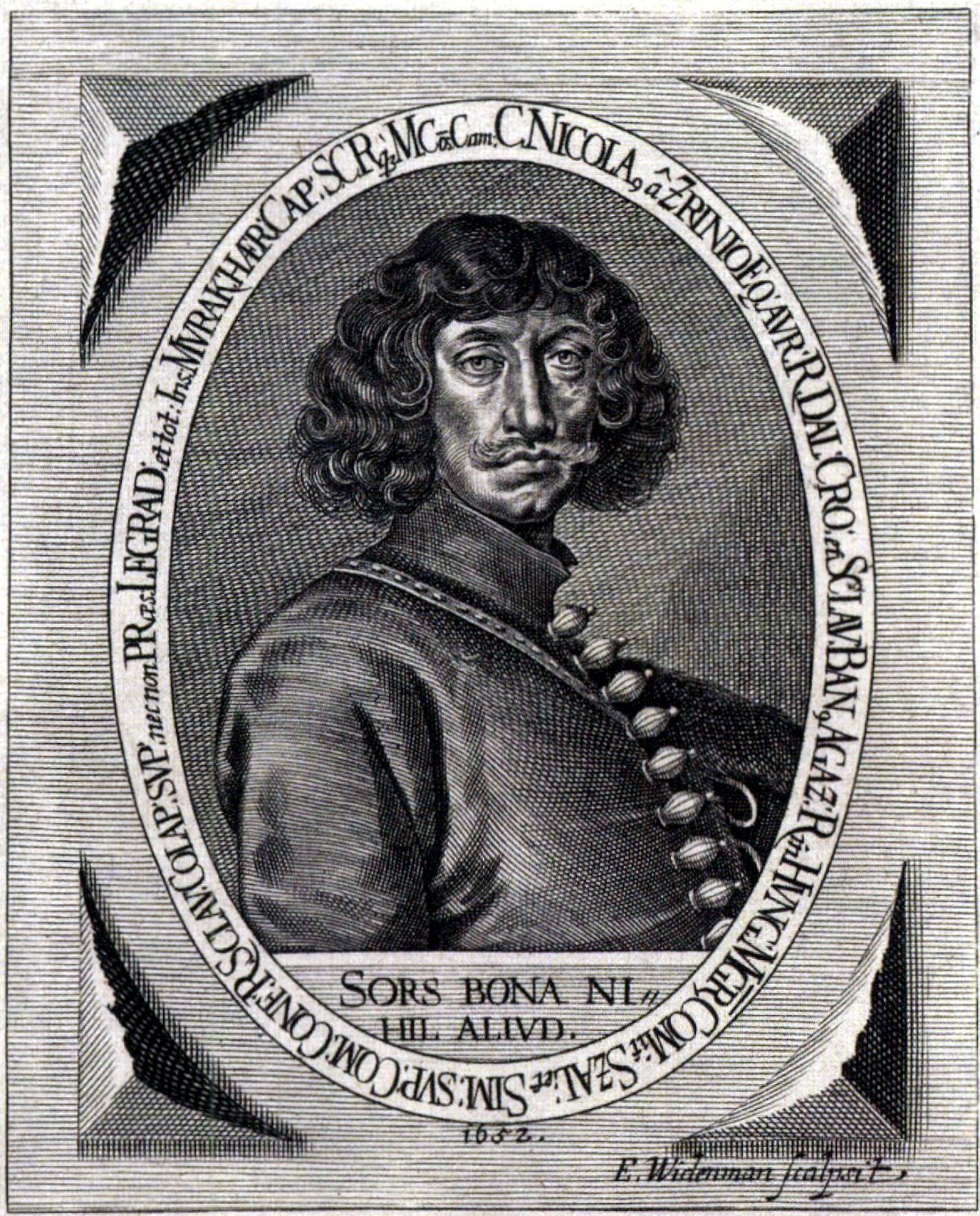
gróf Zrínyi Miklós

Lista de scriitori maghiari prezentată în tabele de mai jos cuprind autori de literatură ficțională și nonficțională de expresie maghiară. Lista este prezentată sub forma unor tabele în care autorii sunt prezentați în ordinea alfabetică a numelor lor, urmat de date succinte referitoare la curentele literare și genurile cultivate în timpul carierei literare.

## A, Á
| Numele și prenumele                | Pseudonime            | Perioada în care a trăit         | Curentul | Genuri cultivate | Observații |
| ---------------------------------- | --------------------- | -------------------------------- | -------- | --- | ---------- |
| Iván Aba                           |                       | (1923–1982)                      |          | romancier, jurnalist, redactor, autor al romanului Vrăjitoarele din Seghedin                                        |            |
| Benedek Abádi                      |                       | (secolul 16)                     |          | autor de scrieri teologice, coautor al tratatului Ortographia Ungarica                                              |            |
| Ervin Abádi                        | Aharon Abadi          | (1918–1979)                      |          | romancier, redactor și grafician de origine evreiască.                                                              |            |
| Gusztáv Abafáy                     | Gusztáv Öffenberger   | (1901–1995)                      |          | publicist, istoric și critic literar, bibliotecar al Academiei Române                                               |            |
| Erzsébet Abaffy                    |                       | (1928 –)                         |          | filolog, istoric literar, autoarea unor tratate de lingvistică, apreciată cercetătoare a istoriei evoluției limbii. |            |
| Lajos Abafi                        | Ludwig Aigner         | (1840–1909)                      |          | istoric și critic literar, etnograf, editor, entomolog și francmason.                                               |            |
| Sándor Abday                       |                       | (1800–1882)                      |          | actor și dramaturg, promotor al vieții teatrale din Transilvania.                                                   |            |
| Jenő Ábel                          |                       | (1858–1889)                      |          | filolog, istoric literar                                                                                            |            |
| Péter Ábel                         |                       | (1929–1992)                      |          | romancier, jurnalist, critic și istoric de cinema, coautor a unor enciclopedii.                                     |            |
| Ádám Abet                          |                       | (1867–1949)                      |          | poet, jurnalist și traducător. Din 1890 a activat în Cleveland, SUA.                                                |            |
| László Ablonczy                    |                       | (1945–)                          |          | eseist, jurnalist, critic literar, membru fondator al Academiei Literare Digitale                                   |            |
| Béla Abody                         |                       | (1931–1990)                      |          | critic literar, traducător, redactor al unor reviste si edituri de prestigiu.                                       |            |
| Rita Abody                         |                       | (1957– )                         |          | critic literar, traducătoare și jurnalistă                                                                          |            |
| Árpád Abonyi                       |                       | (1865–1918)                      |          | poet, și jurnalist                                                                                                  |            |
| Emil Ábrányi                       |                       | (1850–1920)                      |          | poet, jurnalist, traducător, a fost deputat în Parlamentul Ungariei                                                 |            |
| Kornél Ábrányi (tatăl)             |                       | (1822–1903)                      |          | memorialist, muzicolog și compozitor                                                                                |            |
| Kornél Ábrányi (fiul)              |                       | (1849–1913)                      |          | poet și jurnalist                                                                                                   |            |
| Endre Aczél                        | Ármin Adler           | (1865–1935)                      |          | jurnalist, și redactor.                                                                                             |            |
| Géza Aczél                         |                       | (1947–)                          |          | jurnalist și redactor                                                                                               |            |
| György Aczél                       | György Appel          | (1917–1991)                      |          | scriitor, jurnalist, politician comunist.                                                                           |            |
| Tamás Aczél                        |                       | (1921–1994)                      |          | romancier, critic literar și eseist                                                                                 |            |
| Gedeon Ács                         |                       | (1819–1887)                      |          | memorialist și revoluționar pașoptist                                                                               |            |
| Károly Ács (cel bătrân)            |                       | (1824–1894)                      |          | poet și traducător                                                                                                  |            |
| Károly Ács (cel tânăr)             |                       | (1928–)                          |          | poet și traducător maghiar din Voievodina, Serbia                                                                   |            |
| Kató Ács                           | Márta Körmendi        | (1917–1989)                      |          | jurnalistă și activistă comunistă                                                                                   |            |
| Lipót Ács                          | Lipót Auerbach        | (1868–1945)                      |          | scriitor, designer, pedagog                                                                                         |            |
| Margit Ács                         |                       | (1941–)                          |          | romancieră, nuvelistă, critică de artă                                                                              |            |
| Mihály Ács (tatăl)                 | Mihály Aachs sau Aács | (1646?–1708)                     |          | scriitor eclesiastic și teolog                                                                                      |            |
| Mihály Ács (fiul)                  | Mihály Aachs sau Aács | (1672–1710)                      |          | scriitor eclesiastic, autor de texte teologice evanghelice                                                          |            |
| Pál Ács (cel bătrân)               | Sándor Földes         | (1895–1968)                      |          | scriitor și istoric literar                                                                                         |            |
| Pál Ács (cel tânăr)                |                       | (1954–)                          |          | istoric literar și eseist                                                                                           |            |
| Tivadar Ács                        |                       | (1901–1974)                      |          | jurnalist, eseist și istoric                                                                                        |            |
| Zsigmond Ács                       |                       | (1824–1898)                      |          | prozator și traducător                                                                                              |            |
| Ignác Acsády                       | Ignác Adler           | (1845–1906)                      |          | prozator, publicist, traducător și istoric literar maghiar de origine evreiască                                     |            |
| Károly Acsády                      |                       | (1907–1962)                      |          | poet și jurnalist                                                                                                   |            |
| Antal Acsay                        |                       | (1861–1918)                      |          | istoric și critic literar                                                                                           |            |
| Gerzson Ádám                       |                       | (1832–1906)                      |          | istoric literar și prozator                                                                                         |            |
| György Ádám                        |                       | (1882–1906)                      |          | eseist și filozof maghiar din Transilvania                                                                          |            |
| János Ádám (tatăl)                 |                       | (?–1620)                         |          | poet umanist maghiar din Transilvania                                                                               |            |
| János Ádám (fiul)                  | János Adami           | (?–după1670)                     |          | poet și memorialist maghiar din Transilvania                                                                        |            |
| Magda Ádám                         |                       | (1925–)                          |          | istoric și filolog                                                                                                  |            |
| Mihály Adami                       |                       | (?–1781)                         |          | lingvist și genealogist                                                                                             |            |
| Tamás Adamik                       |                       | (1937–)                          |          | eseist, filolog și istoric literar                                                                                  |            |
| Anna Adamis                        |                       | (1943–)                          |          | poetă și libretistă                                                                                                 |            |
| András Adányi                      |                       | (1715–1795)                      |          | poet și călugăr iezuit                                                                                              |            |
| Mária Nagy Adonyi                  |                       | (1951–)                          |          | poetă, jurnalistă și traducătoare maghiară din România                                                              |            |
| Andor Adorján                      |                       | (1883–1966)                      |          | traducător și jurnalist                                                                                             |            |
| Boldizsár Adorján                  |                       | (1820–1867)                      |          | poet și avocat, prieten cu poeții Sándor Petőfi și Mihály Vörösmarty                                                |            |
| Emil Adorján                       |                       | (1873–1944)                      |          | jurnalist, promotor al stenografiei maghiar de origine evreiască                                                    |            |
| Sándor Adorján                     |                       | (1858–)                          |          | jurnalist și traducător                                                                                             |            |
| Zoltán Adorjáni                    |                       | (1880–1933)                      |          | poet maghiar din Transilvania                                                                                       |            |
| Gábor Adriányi                     |                       | (1935–)                          |          | eseist și istoric                                                                                                   |            |
| Endre Ady                          |                       | (1877–1919)                      |          | poet și jurnalist, unul dintre cei mai importanți poeți maghiari, reprezentant de seamă al simbolismului            |            |
| Lajos Ady                          |                       | (1881–1940)                      |          | istoric literar, eseist și pedagog al literaturii                                                                   |            |
| Mariska Ady                        |                       | (1889–1977)                      |          | poetă |            |
| Adolf Ágai                         |                       | (1836–1916)                      |          | eseist, jurnalist, redactor maghiar de origine evreiască și poloneză.                                               |            |
| Ágnes Ágai                         |                       | (1932–)                          |          | poetă și traducătoare                                                                                               |            |
| Béla Ágai                          |                       | (1870–1944)                      |          | prozator, jurnalist și medic maghiar de origine evreiască                                                           |            |
| Ferenc Agárdi                      |                       | (1898–1969)                      |          | publicist și istoric al culturii, maghiar de evreiască                                                              |            |
| Péter Agárdi                       |                       | (1946–)                          |          | critic și istoric literar                                                                                           |            |
| Attila Ágh                         |                       | (1941–)                          |          | scriitor, politolog și filozof                                                                                      |            |
| István Ágh (cel bătrân)            |                       | (1709?–1786?)                    |          | scriitor ecleziastic unitarian și autor de manuale școlare                                                          |            |
| István Ágh (cel tânăr)             |                       | (1938–)                          |          | poet, estetician și traducător                                                                                      |            |
| Lajos Ágner                        |                       | (1878–1949)                      |          | scriitor, istoric literar, orientalist                                                                              |            |
| Sándor Ágócs                       |                       | (1957–)                          |          | poet, critic literar și bibliograf                                                                                  |            |
| Ernő Ágoston                       |                       | (1892–?)                         |          | poet și traducător maghiar de origine evreiască                                                                     |            |
| Mihály Ágoston                     |                       | (1928?–)                         |          | scriitor, filolog și lingvist maghiar din Voievodina, Serbia                                                        |            |
| Péter Ágoston                      |                       | (1618?–1689)                     |          | autor de cărți bisericești, traducător, călugăr iezuit                                                              |            |
| Vilmos Ágoston                     |                       | (1947?–)                         |          | scriitor, critic literar și reporter maghiar originar din România                                                   |            |
| Demeter Ágotha                     |                       | (1742?–1783)                     |          | scriitor, dramaturg, călugăr minoritan                                                                              |            |
| Károly Agyagási                    |                       | (1853–1933)                      |          | poet, traducător maghiar din Transilvania                                                                           |            |
| Mihály Abód Ajtai                  |                       | (1704–1776)                      |          | scriitor, lingvist, autor de scrieri bisericești maghiar din Transilvania                                           |            |
| Sámuel Ajtai                       |                       | (1774?–1881)                     |          | scriitor, traducător maghiar din Transilvania                                                                       |            |
| István Ákáb                        |                       | (1756?–1786)                     |          | poet, dramaturg și profesor reformat                                                                                |            |
| Magisterul Ákos                    |                       | (?–1272)                         |          | |            |
| Miklós Ákos                        |                       | (1911–?])                        |          | romancier și jurnalist maghiar de origine evreiască                                                                 |            |
| Ferenc Alabán                      |                       | (1951–?])                        |          | scriitor și critic literar maghiar din Slovacia                                                                     |            |
| Ambrus Alaksza                     |                       | (1903–1983)                      |          | poet, traducător și autor de manuale școlare                                                                        |            |
| Nándor Alapi                       |                       | (1885–?)                         |          | scriitor, regizor și actor                                                                                          |            |
| Gyula Alapy                        |                       | (1872–1936)                      |          | scriitor, arhivist și politician                                                                                    |            |
| Michael Alard                      |                       | (1573?–1604)                     |          | scriitor, memorialist maghiar din Transilvania.                                                                     |            |
| József Szaniszló Albach            |                       | (1795?–1853)                     |          | scriitor și călugăr franciscan maghiar germanofon                                                                   |            |
| Gábor Albert                       |                       | (1929–)                          |          | romancier, jurnalist, traducător și bibliotecar                                                                     |            |
| Zsuzsa Albert                      |                       | (1932–)                          |          | poetă, redactoare radio maghiară, soția scriitorului Gábor Albert                                                   |            |
| Umberto Albini                     |                       | (1923–)                          |          | filolog și traducător maghiar de naționalitate italiană                                                             |            |
| Antal Áldásy                       |                       | (1869–1932)                      |          | scriitor, redactor și istoric                                                                                       |            |
| Imre Áldor                         |                       | (1838–1928)                      |          | eseist, jurnalist și călugăr cistercian                                                                             |            |
| Károly Alexa                       |                       | (1838?–1928)                     |          | scriitor, critic și istoric literar                                                                                 |            |
| Bernát Alexander                   |                       | (1850–1927)                      |          | filozof, estetician, scriitor și publicist                                                                          |            |
| Alexander de Hungaria              |                       | (1260?–?)                        |          | autor de scrieri teologice în limba latină                                                                          |            |
| György Alexics                     | Alexi, Alexici        | (1864–1936)                      |          | scriitor, istoric literar și filolog maghiar de origine română                                                      |            |
| Vazul Alexovics                    |                       | (1742–1796)                      |          | autor de scrieri teologice, profesor și călugăr paulit                                                              |            |
| András Alföldi                     |                       | (1895–1981)                      |          | scriitor, filolog clasicist, istoric și arheolog profesor la Institut for Advanced Study din Princeton, SUA         |            |
| Jenő Alföldy                       |                       | (1939–)                          |          | eseist și critic literar                                                                                            |            |
| István Almádi                      |                       | (?–după1708)                     |          | memorialist |            |
| Benjámin Almási                    |                       | (prima jumătate a secolului 18.) |          | poet și pedagog maghiar din Transilvania                                                                            |            |
| Mihály Almási Gergely              |                       | (1654–1724)                      |          | scriitor eclesiastic unitarian maghiar din Transilvania                                                             |            |
| István Almási                      |                       | (1934–)                          |          | scriitor, folclorist, autor de studii muzicologice, maghiar din România                                             |            |
| Miklós Almási                      |                       | (1932–)                          |          | estetician și critic literar                                                                                        |            |
| György Almásy                      |                       | (1967–1933)                      |          | autor de jurnale de călătorii, folclorist, cercetător al Africii                                                    |            |
| Pál Almásy                         | Paul Almasy           | (1906–2002)                      |          | scriitor, jurnalist și artist fotograf                                                                              |            |
| Ignác Alpár                        |                       | (1855–1928)                      |          | arhitect, scriitor și eseist                                                                                        |            |
| Gyula Alpári                       |                       | (1882–1944)                      |          | scriitor, jurnalist și redactor                                                                                     |            |
| Margit Altay                       |                       | (1882–1972)                      |          | scriitoare, autoare de literatură pentru tineret, redactoare                                                        |            |
| Péter Alvinczi                     |                       | (1570–1634)                      |          | autor de scrieri bisericești și politice maghiar, născut în Transilvania                                            |            |
| Sándor Alvinczy                    |                       | (1852–1925)                      |          | ziarist și eseist                                                                                                   |            |
| Antal Amade, baron de Várkony      |                       | (1676–1737)                      |          | poet și traducător                                                                                                  |            |
| László Amade, baron de Várkony     |                       | (1703–1764)                      |          | scriitor și poet, fiul scriitorului Antal Amade                                                                     |            |
| Ignác Ferenc Ambró                 |                       | (?–1792)                         |          | scriitor și tipograf                                                                                                |            |
| Mihály Ambrosovszky                |                       | (1702–1792)                      |          | scriitor, istoric și teolog                                                                                         |            |
| Dezső Ambrozovics                  |                       | (1864–1919)                      |          | poet, traducător și ziarist                                                                                         |            |
| Ágoston Ambrózy                    |                       | (1914–1968)                      |          | poet și romancier                                                                                                   |            |
| György Ambrózy                     |                       | (1694–1746)                      |          | scriitor, autor de scrieri teologice luterane maghiar, de origine slovacă                                           |            |
| Sámuel Ambrózy                     |                       | (1748–1806)                      |          | scriitor, autor de scrieri teologice evanghelice                                                                    |            |
| Balázs Ambrus                      |                       | (1887–1941)                      |          | poet și critic literar                                                                                              |            |
| Lajos Ambrus                       |                       | (1950–)                          |          | romancier și jurnalist                                                                                              |            |
| Tibor Ambrus                       |                       | (1919–1973)                      |          | poet și traducător                                                                                                  |            |
| Zoltán Ambrus                      |                       | (1861–1932)                      |          | romancier, critic literar și publicist                                                                              |            |
| Ádám Anavi                         |                       | (1909–?)                         |          | poet, dramaturg și traducător maghiar din Transilvania                                                              |            |
| Éva Ancsel                         |                       | (1927–1993)                      |          | poetă și filozoafă                                                                                                  |            |
| Róza Anda, baroană de Kisbethlen   |                       | (1808–1844)                      |          | poetă |            |
| Ernő Andai                         |                       | (1900–1979)                      |          | scriitor, actor și regizor                                                                                          |            |
| Erzsébet Andics                    |                       | (1902–1986)                      |          | scriitoare, istoric, activistă comunistă și academiciană                                                            |            |
| György Andor                       |                       | (1867–1914)                      |          | scriitor, teolog catolic și istoric al religiilor                                                                   |            |
| József Andor                       |                       | (1871–1918)                      |          | romancier, nuvelist și redactor                                                                                     |            |
| Mária Andorffy                     |                       | (1896–1918)                      |          | romancieră și poetă                                                                                                 |            |
| Elek Andrád                        |                       | ( secolul 19.)                   |          | poet și dramaturg maghiar din Transilvania.                                                                         |            |
| Sámuel Andrád                      |                       | (1751–1807)                      |          | povestitor și traducător maghiar din Transilvania.                                                                  |            |
| János V.András                     |                       | (1926–)                          |          | publicist și traducător maghiar din România                                                                         |            |
| László András                      |                       | (1919–1988)                      |          | romancier, jurnalist și traducător                                                                                  |            |
| Sándor András                      |                       | (1934–)                          |          | istoric literar și poet                                                                                             |            |
| Bertalan Andrásfalvy               |                       | (1931–)                          |          | istoric literar și poet                                                                                             |            |
| Iván Andrassew                     |                       | (1952–)                          |          | prozator, nuvelist și jurnalist                                                                                     |            |
| Béla Andrássy                      |                       | (1854–1873)                      |          | poet și publicist                                                                                                   |            |
| Lajos Andrássy                     |                       | (1928–)                          |          | |            |
| Andreas Hungarus                   |                       | (secolul 13.)                    |          | |            |
| Andreas Pannonius                  |                       | (1424–după1505)                  |          | |            |
| István Angi                        |                       | (1933–)                          |          | scriitor, estetician și filozof maghiar din România                                                                 |            |
| Dávid Angyal                       |                       | (1857–1943)                      |          | scriitor, istoric și istoric literar                                                                                |            |
| Endre Angyal                       |                       | (1915–1976)                      |          | scriitor și istoric literar                                                                                         |            |
| János Angyal                       |                       | (1942–)                          |          | scriitor, redactor și critic literar                                                                                |            |
| Gergely Angyalosi                  |                       | (1953–)                          |          | scriitor, critic și istoric literar                                                                                 |            |
| János Ángyán                       |                       | (1768–1846)                      |          | scriitor, pedagog și autor de texte teologice                                                                       |            |
| János Anka                         |                       | (1883–1941)                      |          | poet și ziarist maghiar din Transilvania                                                                            |            |
| József Annus                       |                       | (1940–)                          |          | romancier și redactor                                                                                               |            |
| Eszter Anóka                       |                       | (1942–1994)                      |          | romancier și redactor                                                                                               |            |
| Anonymus                           |                       | (secolul XI–XII.)                |          | |            |
| Árpád Antal                        |                       | (1925–)                          |          | scriitor, istoric literar și profesor de istorie literară maghiar din România                                       |            |
| Barnabás Antal                     |                       | (1942–)                          |          | poet |            |
| Dániel Antal                       |                       | (1901–1972)                      |          | scriitor, memorialist și profesor de agronomie maghiar din România, deputat în Marea Adunare Națională              |            |
| Gábor Antal                        |                       | (1922–)                          |          | poet și ziarist |            |
| Géza Antal                         |                       | (1866–1834)                      |          | scriitor, autor de texte teologice reformate                                                                        |            |
| János Antal                        |                       | (1907–1943)                      |          | poet , jurnalist și redactor                                                                                        |            |
| László Antal (cel bătrân)          |                       | (1924–)                          |          | scriitor și traducător                                                                                              |            |
| László Antal (cel tânăr)           |                       | (1930–1993)                      |          | scriitor și lingvist                                                                                                |            |
| Mihály Antal                       |                       | (1792–1850)                      |          | scriitor și lingvist                                                                                                |            |
| Sándor Antal                       |                       | (1882–1944)                      |          | scriitor, jurnalist, traducător și sculptor                                                                         |            |
| Endre Antalffy                     |                       | (1877–1958)                      |          | scriitor, lingvist, orientalist, istoric literar, traducător maghiar din Transilvania                               |            |
| Gyula Antalffy                     |                       | (1912–)                          |          | scriitor, jurnalist, istoric al culturii                                                                            |            |
| József Antall                      |                       | (1932–1993)                      |          | orator, istoric, scriitor și o figură politică importantă                                                           |            |
| Pál Ányos                          |                       | (1756–1784)                      |          | scriitor, poet și călugăr paulit                                                                                    |            |
| János Apáczai Csere                |                       | (1625–1659)                      |          | scriitor și filozof maghiar din Transilvania                                                                        |            |
| Tamás Apáczai                      |                       | (secolul 17.)                    |          | |            |
| Mihály Apafi                       |                       | (1632–1690)                      |          | |            |
| Miklós Madár Apáti                 |                       | (1662–1724)                      |          | scriitor, filozof și memorialist, adept și promotor al cartezianismului                                             |            |
| Miklós Apáti                       |                       | (1944–)                          |          | poet și jurnalist                                                                                                   |            |
| Elemér Apor                        |                       | (1907–)                          |          | scriitor, poet și publicist                                                                                         |            |
| István Apor conte de Altorja       |                       | (1638–1706)                      |          | scriitor, memorialist și mecena al culturii transilvane                                                             |            |
| Péter Apor baron de Altorja        |                       | (1676–1752)                      |          | poet și memorialist maghiar din Transilvania                                                                        |            |
| Albert Apponyi conte de Nagyappony |                       | (1846–1933)                      |          | politician, scriitor, memorialist, ministru al învățământului în Regatul Ungariei                                   |            |
| Balázs Apponyi                     |                       | (secolul 17.)                    |          | poet renascentist, autor de poeme religioase.                                                                       |            |
| Sándor Apponyi conte de Nagyappony |                       | (1844–1925)                      |          | |            |
| Lajos Áprily                       |                       | (1897–1973)                      |          | scriitor impresionist, tatăl lui Zoltán Jékely                                                                      |            |
| Ferenc Apró                        |                       | (1941–)                          |          | scriitor și istoric                                                                                                 |            |
| István Apró                        |                       | (1960–)                          |          | scriitor, publicist maghiar din Voievodina, Serbia.                                                                 |            |
| József Aradi                       |                       | (1943–)                          |          | poet și publicist maghiar din România.                                                                              |            |
| Zsolt Aradi                        |                       | (1908–1963)                      |          | scriitor și istoric                                                                                                 |            |
| György Aranka de Zagon             |                       | (1756–1784)                      |          | scriitor, eseist, promotor al dezvoltării activităților științifice, maghiar din Transilvania.                      |            |
| János Arany                        |                       | (1817–1882)                      |          | poet și prozator. A scris peste 40 de balade, traduse în mai mult de 50 de limbi.                                   |            |
| László Arany                       |                       | (1844–1898)                      |          | poet și publicist, a fost fiul lui János Arany.                                                                     |            |
| György Aranyady                    |                       | (1913–1935)                      |          | scriitor, nuvelist maghiar din Voievodina, Iugoslavia.                                                              |            |
| Jenő Arányi                        |                       | (1883–1944)                      |          | romancier maghiar în Voievodina, din 1920 în Iugoslavia.                                                            |            |
| László Aranyi                      |                       | (1957–)                          |          | poet și publicist.                                                                                                  |            |
| Miksa Arányi                       |                       | (1858–după1918)                  |          | scriitor, jurnalist, traducător și economist maghiar de origine germană]                                            |            |
| Béla Aranyos                       |                       | (1904–?)                         |          | călător, scriitor, romancier, autor de jurnale de călatorii.                                                        |            |
| Sámuel Aranyosmedgyesi             |                       | (secolul 18.)                    |          | scriitor, autor de cărți de rugăciuni calviniste.                                                                   |            |
| Sándor Aranyosrákosi Székely       |                       | (1797–1858)                      |          | scriitor, poet, povestitor și istoric maghiar din Transilvania.                                                     |            |
| Magda Aranyossi                    | Nádas                 | (1896–1977)                      |          | scriitoare, jurnalistă și redactoare.                                                                               |            |
| Pál Aranyossi                      |                       | (1887–1962)                      |          | scriitor, jurnalist, traducător și politician.                                                                      |            |
| András Arató                       | Akcersmann            | (1913–1945)                      |          | poet și jurnalist maghiar din Transilvania                                                                          |            |
| Endre Arató                        |                       | (1921–1977)                      |          | istoric și scriitor.                                                                                                |            |
| Károly Arató                       |                       | (1939–1992)                      |          | poet și traducător                                                                                                  |            |
| Pál Arató                          |                       | (1914–1993)                      |          | istoric, scriitor, bibliograf și călugăr iezuit.                                                                    |            |
| Ferenc Ardamica                    |                       | (1941–)                          |          | scriitor, jurnalist, traducător maghiar din Slovacia.                                                               |            |
| Benedek Árkosi Gelei               |                       | (?–1661)                         |          | profesor, medic și scriitor maghiar din Transilvania.                                                               |            |
| Benedek Árkosi Tegző               |                       | (1629–?)                         |          | |            |
| Kálmán Árkosi-Ferenczi             |                       | (1877–1918)                      |          | poet. |            |
| Kristóf Armbrust                   | Ormprust              | (?–1600)                         |          | scriitor, autor de texte muzicale maghiar de origine germană                                                        |            |
| Kriszta Arnóthy                    | Kovács                | (1930–)                          |          | romancieră și nuvelistă.                                                                                            |            |
| Árpád Árvay                        |                       | (1902–1985)                      |          | poet și romancier maghiar din România.                                                                              |            |
| Gergely Árvay                      |                       | (1790–1871)                      |          | scriitor, traducător, povestitor și călugăr piarist                                                                 |            |
| György Árvay                       |                       | (1698–1759)                      |          | scriitor, poet și călugăr iezuit.                                                                                   |            |
| Mihály Árvay                       |                       | (1708–1750)                      |          | scriitor, poet și călugăr iezuit.                                                                                   |            |
| János Asbóth                       |                       | (1845–1911)                      |          | romancier, jurnalist și eseist.                                                                                     |            |
| Oszkár Ascher                      |                       | (1897–1965)                      |          | actor, regizor, scriitor și dramaturg.                                                                              |            |
| Erzsébet Ásgúthy                   |                       | (1895–1984)                      |          | scriitoare, nuvelistă și dramaturgă                                                                                 |            |
| György Asperján                    |                       | (1939–)                          |          | romancier și poet.                                                                                                  |            |
| János Aszalay                      | Szabó                 | (1769–1796)                      |          | scriitor și traducător                                                                                              |            |
| József Aszalay de Szendrő          |                       | (1798–1874)                      |          | scriitor și cartograf                                                                                               |            |
| Dezső Aszlányi                     |                       | (1869–1947)                      |          | poet și filozof; a fost tatăl scriitorului Károly Aszlányi.                                                         |            |
| Károly Aszlányi                    |                       | (1908–1938)                      |          | romancier și jurnalist, fiul scriitorului Dezső Aszlányi.                                                           |            |
| János Aszódy                       |                       | (1908–1976)                      |          | jurnalist și romancier maghiar din România.                                                                         |            |
| András Asztalos                    |                       | (?–1611)                         |          | scriitor și mecena a literaturii maghiare                                                                           |            |
| István Asztalos                    |                       | (1909–1960)                      |          | romancier și jurnalist maghiar din România, reprezentant al realismului socialist.                                  |            |
| Miklós Asztalos                    |                       | (1899–1986)                      |          | scriitor, eseist și istoric .                                                                                       |            |
| Sándor Asztalos (cel bătrân)       |                       | (1890–1959)                      |          | jurnalist și nuvelist.                                                                                              |            |
| Sándor Asztalos (cel tânăr)        |                       | (1919–1970)                      |          | scriitor, poet, muzicolog și critic muzical.                                                                        |            |
| István Auer                        |                       | (1877–1938)                      |          | poet și traducător                                                                                                  |            |
| Pál Auer                           |                       | (1885–1978)                      |          | politician, scriitor, memorialist, jurnalist și diplomat maghiar de origine evreiască.                              |            |
| Sámuel Augustini                   |                       | (1729–1792)                      |          | |            |

## B
| Numele și prenumele                                                                    | Pseudonime                             | Perioada în care a trăit | Curentul | Genuri cultivate | Observații |
| -------------------------------------------------------------------------------------- | -------------------------------------- | --- | -------- | --- | ---------- |
| Georges Baal                                                                           | (György Balassa )                      | ( 1938–) |          | teatrolog, eseist, actor și regizor, reprezentant al avangardismului.                                                                                |            |
| Iván Bába                                                                              |                                        | (1950–) |          | eseist, redactor, traducător, critic literar maghiar din Slovacia, a fost secretar de stat în Ministerul de externe al Slovaciei.                    |            |
| Mihály Bába                                                                            |                                        | ( 1922,–) |          | prozator, ziarist, traducător, cunoscut susținător al relațiilor culturale maghiaro-poloneze.                                                        |            |
| Ferenc Babai                                                                           |                                        | ( 1742–1778) |          | poet, epigramist și călugăr iezuit. |            |
| József Babay                                                                           |                                        | ( 1898–1956) |          | poet și romancier, autor al unor scenarii de film și televiziune                                                                                     |            |
| Kálmán Babay                                                                           |                                        | ( 1862–1933) |          | nuvelist, povestitor, a fost preot reformat |            |
| Tibor Bábi                                                                             | (Poczkody)                             | ( 1925–1978) |          | poet și traducător maghiar din Cehoslovacia. |            |
| Imre Babics                                                                            |                                        | ( 1961–) |          | poet epic contemporen. |            |
| Kálmán Babics                                                                          |                                        | ( 1840–1886) |          | eseist, autor de scrieri filozofice și pedagogice.                                                                                                   |            |
| Mihály Babits                                                                          |                                        | (1883–1941) |          | romancier, poet, istoric literar și traducător.A fost unul din cei mai de seamă scriitori din prima jumătate a secolului XX.                         |            |
| Izsák Babocsay                                                                         |                                        | (?–1714) |          | cronicar și memorialist, reprezentant al barocului                                                                                                   |            |
| Pál Babos                                                                              |                                        | (1824–1861) |          | povestitor și traducător, a tradus opere ale lui Dumas și Shakespeare.                                                                               |            |
| István Babotsai                                                                        |                                        | (?–1829) dramaturg și traducător. |          | |            |
| Iván Bächer                                                                            |                                        | (1957–) |          | romancier, poet și ziarist. |            |
| Simon Bacher                                                                           |                                        | (1823–1891) |          | poet și traducător maghiar de origine evreiască. |            |
| Vilmos Bacher                                                                          |                                        | (1850–1913) |          | orientalist, scriitor talmudist de origine evreiască, a fost rabin și director al Școlii Rabinice din Ungaria.                                       |            |
| József Bachich                                                                         |                                        | (1765–1851) |          | romancier, traducător și enciclopedist. |            |
| István Pál Báchmegyei                                                                  |                                        | (1689–1735) |          | prozator și medic; a scris și lucrări științifice din domeniile medicinei, meteorologiei și alchimiei.                                               |            |
| István Baconi Incze                                                                    |                                        | (1721–1776) |          | prozator, profesor, preot reformat maghiar din Transilvania; a tradus și propagat lucrările lui Christian Wolff.                                     |            |
| Máté Baconi Incze                                                                      |                                        | (1679–1742) |          | prozator, profesor și preot reformat maghiar din Transilvania, autor de discursuri și necrologii.                                                    |            |
| Mihály Baconi Incze                                                                    |                                        | (1723–1795) |          | scriitor eclesiastic, preot reformat maghiar din Transilvania.                                                                                       |            |
| Vera Bácskai                                                                           |                                        | (1930–) |          | istoric, eseistă, autoarea unor apreciate studii istorice.                                                                                           |            |
| Béla Bacsó                                                                             |                                        | (1952–) |          | estetician, eseist și traducător; a tradus lucrări ale lui Jean Paul Sartre.                                                                         |            |
| Péter Bacsó                                                                            |                                        | (1928–) |          | regizor de film, scenarist, critic de artă cinematografică                                                                                           |            |
| Tibor Bada                                                                             |                                        | (1963–) |          | poet contemporan, reprezentant al mișcării underground, cultivator al happeningului literaro-muzical.                                                |            |
| Ferenc Badics                                                                          |                                        | (1853–1939) |          | istoric literar și eseist;membru al Academiei de Științe al Ungariei                                                                                 |            |
| Attila Bágyoni                                                                         |                                        | (1928–1985) |          | prozator și dramaturg, a fost medic și conducător al unor instituții maedicale.                                                                      |            |
| István Bágyoni Szabó                                                                   |                                        | (1941–) |          | prozator, poet și traducător maghiar din România, din 1990 trăiește în Ungaria; a tradus poeziile lui Mircea Dinescu.                                |            |
| Mihály Baja                                                                            |                                        | (1879–1957) |          | poet și preot reformat. |            |
| Sámue Báji Patay                                                                       |                                        | (1710–?) |          | traducător și autor de scrieri teologice;a tradus din limba sanscrită.                                                                               |            |
| Endre Bajomi Lázár                                                                     |                                        | (1914–1987) |          | romancier, traducător și istoric literar;a tradus nenumărate opere franceze clasice, dar și teatru de Sartre și Ionesco                              |            |
| Andor Bajor                                                                            |                                        | (1927–1991) |          | poet, romancier, umorist și redactor maghiar din România.                                                                                            |            |
| Ernő Bajor Nagy                                                                        |                                        | (1923–) |          | prozator și jurnalist;a scris și scenarii de televiziune.                                                                                            |            |
| József Antal Bajtay                                                                    |                                        | (1717–1773) |          | scriitor eclesiastic, poet și orator. |            |
| Jenő Bajza                                                                             |                                        | (1840–1863) |          | poet și dramaturg; a tradus poezii ale lui Goethe.                                                                                                   |            |
| József Bajza bătrânul                                                                  |                                        | (1804–1858) |          | poet, prozator critic literar și redactor; membru al mai multor societăți literare, promotor și cultivator al reformei lingvistice din Ungaria.      |            |
| József Bajza tânărul                                                                   |                                        | (1885–1938) |          | istoric literar și lingvist; a fost profesor de literatură croată la Universitatea din Budapesta.                                                    |            |
| István Baka                                                                            |                                        | (1948–1995) |          | poet, povestitor, traducător și redactor, a tradus mult din poeții ruși ai secolului XX.                                                             |            |
| György Bakcsi                                                                          |                                        | (1933–) |          | eseist, istoric literar și șahist, mare maestru internațional al șahului, autor al unor tratate de șah în limba germană.                             |            |
| Ágnes Bakó                                                                             |                                        | (1926–1990) |          | romancieră, nuvelistă și traducătoare; a scris nenumărate scenarii radio și de televiziune.                                                          |            |
| Endre Bakó                                                                             |                                        | (1938–) |          | jurnalist, redactor și istoric literar; a fost directorul editurii Csokonai Könyvkiadó.                                                              |            |
| József Bakó                                                                            |                                        | (1896–1962) |          | poet și romancier, reprezentant al mișcării scriitorilori populari.                                                                                  |            |
| Tamás Bakócz                                                                           |                                        | (1442–1521) |          | Cardinal al Ungariei, politician, poet, scriitor eclesiastic, mecena al artelor; a fost un reprezentant de seamă al renașterii.                      |            |
| István Bakonyi                                                                         |                                        | (1952–) |          | prozator și jurnalist; a scris și studii literare.                                                                                                   |            |
| Károly Bakonyi                                                                         |                                        | (1873–1926) |          | prozator, dramaturg și scenarist; a fost jurist al ministerului Agriculturii.                                                                        |            |
| Péter Bakonyi                                                                          |                                        | (1949–) |          | nuvelist, jurnalist și dramaturg; autor al unor studii sociografice.                                                                                 |            |
| Ferenc Bakos                                                                           |                                        | (1922–) |          | lingvist, enciclopedist și autor de dicționare, este expert în studiul limbilor neolatine; a redactat mai multe dicționare român-maghiar.            |            |
| József Bakos                                                                           |                                        | (1912–?) |          | lingvist, eseist și istoric literar; autor a nenumărate studii de istorie culturală; s-a ocupat și de etnografie.                                    |            |
| Ábrahám Baksay                                                                         |                                        | (1530–1577) |          | cronicar și autor de scrieri istorice; a scris în limba latină lucrarea Chronologia de regibus Hungaricis, publicat în 1567                          |            |
| Dániel Baksay                                                                          |                                        | (1808–1862) |          | poet și autor de scrieri teologice; a fost și preot reformat                                                                                         |            |
| Sándor Baksay                                                                          |                                        | (1832–1915) |          | romancier, poet și traducător; a fost membru al societății literare Kisfaludy Társaság și al Academiei de Științe al Ungariei.                       |            |
| Ervin Baktay                                                                           | (Erwin Gottesmann)                     | (1890–1963) |          | orientalist, traducător și eseist, a scris și jurnale de călătorie; a tradus în limba maghiară Kamasutra.                                            |            |
| József Bakucz                                                                          |                                        | (1929–1990) |          | poet, redactor și traducător, reprezentant al avangardismului, din anul 1957 a trăit în SUA.                                                         |            |
| Péter Balabán                                                                          |                                        | (1917–) |          | traducător, eseist și redactor; a fost ziarist la Agenția Maghiaă de Presă (MTI); a tradus opere ale lui Lewis, Steinbeck, Bellow.                   |            |
| György Balanyi                                                                         |                                        | (1986–1963) |          | scriitor, istoric și profesor piarist. |            |
| Frigyes Balás                                                                          |                                        | (1834–1879) |          | poet, povestitor, dramaturg și jurnalist. |            |
| Tamás Balásfi                                                                          |                                        | (1580–1625) |          | poet și scriitor eclesiastic catolic maghiar din Transilvania, aparține curentului umanist renascentist târziu.                                      |            |
| János Balásházy                                                                        |                                        | (1797–1857) |          | eseist, autor de texte economice și de științe agricole, reprezentant al epocii reformelor din prima treime a secolului al XIX-lea.                  |            |
| Jenő Balaskó                                                                           |                                        | (1940–) |          | nuvelist, poet și publicist. |            |
| Ármin Balassa                                                                          | (Ármin Weisz)                          | (1861–1924) |          | dramaturg și eseist; a fost și avocat. |            |
| Bálint Balassa, conte de Gyarmath și Kékkő                                             |                                        | (1626–1684) |          | poet, reprezentant al liricii nobiliare baroce, a fost consilier regal și imperial.                                                                  |            |
| Brunó Balassa                                                                          |                                        | (1896–1979) |          | prozator, eseist și pedagog; a fost călugăr și abate cistercian.                                                                                     |            |
| Imre Balassa                                                                           |                                        | (1886–1974) |          | romancier, jurnalist, critic muzical; a fost dramaturgul Operei din Budapesta.                                                                       |            |
| Iván Balassa                                                                           |                                        | (1917–?) |          | eseist, istoric și etnograf, director de muzeu; laureat al premiului Herder, membru de onoare al Academiilor din Suedia și Danemarca.                |            |
| János Balassa                                                                          |                                        | (1518–1577) |          | poet, autor al unor poezii satirice. |            |
| József Balassa (cel bătrân)                                                            | ( până în 1884, Grünbaum)              | (1864–1945) |          | |            |
| József Balassa (cel tânăr)                                                             |                                        | (1884–1940) |          | jurnalist, redactor și dramaturg |            |
| László Balassa                                                                         | (până în 1941 a purtat numele Novák)   | (1908–?) |          | istoric literar, poet, lingvist, autor de manuale; apreciat expert de stilistică și metodică.                                                        |            |
| Péter Balassa                                                                          |                                        | (1947–) |          | estetician, eseist, critic și istoric literar. |            |
| Bálint Balassi, baron de Gyarmath și Kékkő                                             |                                        | (1554–1594) |          | poet renascentist, a întemeiat lirica maghiară modernă, primul autor maghiar de lirică erotică.                                                      |            |
| László Balássy                                                                         |                                        | (1928–1990) |          | nuvelist, poet, traducător și redactor; a scris o serie de scenarii de teatru radiofonic.                                                            |            |
| András Balázs                                                                          |                                        | (1869–1956) |          | eseist și istoric al științelor juridice; a fost canonic catolic în Transilvania.                                                                    |            |
| Anna Balázs                                                                            |                                        | (1907–?) |          | romancieră, jurnalistă, redactoare, a fost reprezentantă a realismului socialist, mai târziu a aderat la mișcarea feministă.                         |            |
| Árpád Balázs                                                                           |                                        | (1874–1941) |          | muzician, compozitor, prozator și textier maghiar din Transilvania; din 1919 a trăit în Ungaria unde a fost redactor muzical la Radio.               |            |
| Attila Balázs                                                                          |                                        | (1955–) |          | romancier, nuvelist, traducător și publicist maghiar din Voievodina, Serbia.                                                                         |            |
| Béla Balázs                                                                            | (nume purtat la naștere Herbert Bauer) | (1884–1956) |          | poet, romancier, nuvelist, estetician; unul fondatorii criticii și esteticii cinematografice.                                                        |            |
| Éva Balázs                                                                             |                                        | (1915–) |          | istoric, eseistă, publicistă; a publicat numeroase studii istorice și opere beletristice cu teme istorice.                                           |            |
| Ferenc Balázs                                                                          |                                        | (1901–1937) |          | poet, romancier, dramaturg și publicist maghiar din Transilvania.                                                                                    |            |
| Győző Balázs                                                                           |                                        | (1893–1973) |          | poet și publicist; a fost membru a numeroase societăți literare.                                                                                     |            |
| János Balázs                                                                           |                                        | (1914–1989) |          | lingvist, istoric literar, lexicolog și traducător; a scris numeroase studii lingvistice și dicționare.Laureat al premiului internațional Pitrè.     |            |
| János P. Balázs                                                                        |                                        | (1910–?) |          | lingvist și publicist maghiar din Cehoslovacia, din 1949 a trăit în Ungaria.                                                                         |            |
| József Balázs                                                                          |                                        | (1944–) |          | romancier și nuvelist, reprezentant al epicii realiste de influență populară.                                                                        |            |
| Mihály Balázs                                                                          |                                        | (1948–) |          | istoric literar și eseist. |            |
| Miksa Balázs                                                                           |                                        | (1919–?) |          | poet și traducător. |            |
| Sándor Balázs(cel bătrân)                                                              |                                        | (1883–1982) |          | dramaturg și romancier. |            |
| Sándor Balázs(cel tânăr)                                                               |                                        | (1928–) |          | filozof, eseist și publicist maghiar din România. |            |
| Zoltán Balázs                                                                          |                                        | (1954–) |          | poet și redactor; din 1980 trăiește în Germania. |            |
| Mihály Balázsovics                                                                     |                                        | (1943–) |          | poet expresionist, mai târziu avangardist este considerat reprezentant al liricii grotescului.                                                       |            |
| Brigitta Bali                                                                          |                                        | (1948–) |          | poetă, din 1986 trăiește în Toronto, Canada; animatoare a literaturii de limbă maghiară din Canada.                                                  |            |
| Lajos Balics                                                                           |                                        | (1948–) |          | scriitor eclesiastic catolic și eseist; a fost un cleric catolic.                                                                                    |            |
| Ágnes Bálint                                                                           |                                        | (1922–2008) |          | romancieră, redactoare, dramaturgă; autoarea unor serii de povești și jocuri de marionete, foarte apreciate la televiziune.                          |            |
| Aladár Bálint                                                                          |                                        | (1881–1924) |          | nuvelist, critic literar; a fost unul din cei mai apreciați critici ai revistei Nyugat.                                                              |            |
| András B. Bálint                                                                       |                                        | (1947–) |          | jurnalist, reporter și eseist. |            |
| Béla Bálint                                                                            |                                        | (1952–) |          | poet maghiar din Voievodina, Serbia. |            |
| Dezső Bálint                                                                           |                                        | (1873–1919) |          | dramaturg, libretist și jurnalist. |            |
| Gábor Bálint de Szentkatolna                                                           |                                        | (1844–1913) |          | lingvist, eseist și orientalist maghiar din Transilvania; a fost printre primii promotori maghiari a limbii esperanto                                |            |
| György Bálint                                                                          |                                        | (1906–1943) |          | nuvelist, poet, jurnalist, traducător și critic literar; participant activ la celebrele polemici literare din Ungaria interbelică.                   |            |
| Gyula István Bálint                                                                    |                                        | (1824–1894) |          | poet și traducător, călugăr franciscan maghiar din Transilvania; a tradus în limba maghiară integrala operelor lui Dante.                            |            |
| Hugó Bálint                                                                            |                                        | (1877–?) |          | poet și jurnalist. |            |
| István Bálint                                                                          |                                        | (1943–) |          | poet, dramaturg; între anii 1972-1992 a trăit în SUA unde a fost regizorul și scenaristul teatrului-vitrină „Squat Theatre”.                         |            |
| Lajos Bálint                                                                           |                                        | (1886–1974) |          | nuvelist, jurnalist, dramaturg și traducător maghiar de origine evreiască; a tradus peste o sută de opere dramatice și de proză.                     |            |
| Lea Ráchel Bálint                                                                      |                                        | (1953–) |          | poetă |            |
| Tibor Bálint                                                                           |                                        | (1932–) |          | romancier, povestitor, jurnalist și traducător maghiar din România; a tradus în limba maghiară numeroase romane de autori români.                    |            |
| Lajos Balkányi Szabó                                                                   |                                        | (1823–1889) |          | poet și povestitor; a fost judecător la Curtea Penală din Debrețin, multe din poeziile lui au devenit cântece populare.                              |            |
| Borisz Balla                                                                           |                                        | (1903–?) |          | romancier, jurnalist și diplomat, din 1946 a trăit în SUA.                                                                                           |            |
| Károly Balla D.                                                                        |                                        | (1957–) |          | poet, nuvelist și jurnalist maghiar din Ucraina. |            |
| Gergely Balla                                                                          |                                        | (1710–1774) |          | cronicar, memorialist |            |
| Gyula Balla                                                                            |                                        | (1948–) |          | poet, istoric literar, jurnalist maghiar din Ucraina.                                                                                                |            |
| Ignác Balla                                                                            |                                        | (1885–?) |          | poet, povestitor, traducător și jurnalist, corespondent al unor reviste italiene.                                                                    |            |
| Jenő Balla                                                                             |                                        | (1869–1935) |          | jurnalist și critic de teatru, autor al unor apreciate memorii de călătorie.                                                                         |            |
| Kálmán Balla                                                                           |                                        | (1954–) |          | poet, critic literar, jurnalist și redactor al unor prestigioase reviste literare.                                                                   |            |
| Károly Balla (cel bătrân)                                                              |                                        | (1792–1873) |          | poet, jurnalist, jurist, autor si a unor lucrări din domeniul științific                                                                             |            |
| Károly Balla (cel tânăr)                                                               |                                        | (1803–1881) |          | poet, jurnalist, actor dramatic, a scris și tratate de teatrologie.                                                                                  |            |
| Károly Balla, Blau                                                                     |                                        | (1913–1959) |          | romancier, poet, jurnalist maghiar din Transilvania                                                                                                  |            |
| László Balla                                                                           |                                        | (1927–) |          | romancier, poet, eseist publicist și traducător maghiar din Ucraina.                                                                                 |            |
| Mihály Balla                                                                           |                                        | (1862–1955) |          | ziarist, nuvelist și traducător, a tradus peste 30 de romane.                                                                                        |            |
| Miklós Balla                                                                           |                                        | (1874–1912) |          | poet și redactor, autor a nenumărate volume de poezii, a scris și dramolete.                                                                         |            |
| Teréz Balla                                                                            |                                        | (1951–) |          | poetă, profesoară și cercetătoare a istoriei literare, maghiară din Ucraina.                                                                         |            |
| Vilmos Balla                                                                           |                                        | (1862–1934) |          | romancier, nuvelist și ziarist, a scris și lucrări de economie.                                                                                      |            |
| Zsófia Balla                                                                           |                                        | (1949–) |          | poetă, jurnalistă maghiară din România, fostă dizidentă anticomunistă.                                                                               |            |
| Aladár Ballagi                                                                         |                                        | (1853–1928) |          | eseist, istoric și publicist, membru al Academiei de Științe al Ungariei.                                                                            |            |
| Géza Ballagi                                                                           |                                        | (1851–1907) |          | eseist, istoric și jurist, membru al Academiei de Științe al Ungariei.                                                                               |            |
| Mór Ballagi                                                                            | (Bloch)                                | (1815–1891) |          | lingvist, teolog și memorialist, redactor al unui dicționar explicativ.                                                                              |            |
| György Balog                                                                           |                                        | (1659–1726) |          | teolog și traducător, a tradus operele lui Marcus Tullius Cicero (1694).                                                                             |            |
| István Balog                                                                           |                                        | (1790–1873) |          | actor, dramaturg și traducător, autor a 23 piese de teatru.                                                                                          |            |
| Alajos Balogh                                                                          |                                        | (1831–1886) |          | poet, actor și avocat, participant la revoluția din 1848.                                                                                            |            |
| Artúr Balogh                                                                           |                                        | (1866–1951) |          | jurnalist, eseist și traducător, profesor de drept la Cluj.                                                                                          |            |
| Attila Balogh                                                                          |                                        | (1956–) |          | poet și prozator. |            |
| Attila G.Balogh                                                                        |                                        | (1937–) |          | prozator, dramaturg maghiar din România. |            |
| Balázs Balogh                                                                          |                                        | (1941–) |          | poet, jurnalist și eseist maghiar din Ucraina, din 1990 trăiește în Ungaria.                                                                         |            |
| Benedek Balogh                                                                         |                                        | (1870–1945) |          | orientalist, lingvist și profesor, autor de jurnale de călătorie.                                                                                    |            |
| Béni Balogh                                                                            |                                        | (1922–) |          | romancier, nuvelist și profesor, a scris romane autobiografice și pentru tineret.                                                                    |            |
| Edgár Balogh                                                                           | (Kessler)                              | (1906–1996) |          | filozof, jurnalist, eseist, redactor, profesor și politician.                                                                                        |            |
| Elemér Balogh                                                                          |                                        | (1938–) |          | romancier, jurnalist, critic literar și dramaturg, a scris și dramaturgie religioasă.                                                                |            |
| Endre Balogh                                                                           |                                        | (1881–1925) |          | romancier, povestitor și jurist maghiar din Transilvania.                                                                                            |            |
| Ernő Balogh                                                                            |                                        | (1950–) |          | critic și istoric literar, profesor de literatură, redactor șef al unor reviste literare.                                                            |            |
| Gyula Balogh                                                                           |                                        | (1837–1921) |          | poet, prozator și istoric. |            |
| István Balogh (cel bătrân)                                                             |                                        | (1894–1970) |          | poet, istoric literar, redactor de enciclopedie literară.                                                                                            |            |
| István Balogh (cel tânăr)                                                              |                                        | (1946–) |          | poet, istoric literar, traducător și translator maghiar din Voievodina.                                                                              |            |
| János Balogh                                                                           |                                        | (1812–1877) |          | scriitor de literatură pentru copii și tineret, revoluționar pașoptist.                                                                              |            |
| József Balogh                                                                          |                                        | (1931–) |          | poet, prozator, jurnalist și redactor maghiar din România.                                                                                           |            |
| Károly Balogh                                                                          |                                        | (1879–1945) |          | istoric literar, traducător și poet, a tradus din autori latini.                                                                                     |            |
| László Balogh (cel bătrân)                                                             |                                        | (1919–) |          | poet, istoric literar, eseist și dramaturg,a fost și profesor de literatură.                                                                         |            |
| László Balogh (cel tânăr)                                                              |                                        | (1946–) |          | romancier, poet și publicist maghiar din Transilvania, România.                                                                                      |            |
| Pál Balogh                                                                             | (Balogh Almási)                        | (1794–1867) |          | critic literar, memorialist; medicul lui Széchenyi și Kossuth.                                                                                       |            |
| Sámuel Balogh                                                                          | (Balogh Almási)                        | (1796–1867) |          | estetician, romancier, autor de scrieri teologice reformate.                                                                                         |            |
| Sándor Balogh                                                                          |                                        | (1926–) |          | critic literar și istoric, a fost un ideolog al culturii comuniste din Ungaria.                                                                      |            |
| Tihamér Balogh                                                                         | (Balogh Almási)                        | (1838–1907) |          | prozator și dramaturg, a fost și medic; autor de comedii.                                                                                            |            |
| Zoltán Balogh                                                                          | (Balogh Almási)                        | (1833–1878) |          | poet, dramaturg, publicist; participant la revoluția din 1848.                                                                                       |            |
| Zsigmond Balogh                                                                        |                                        | (Secolul al XVII-lea) |          | autor de poezii și cântece militare, unele texte au intrat în folclor.                                                                               |            |
| Ferenc Bán                                                                             |                                        | (1885–1938) |          | nuveist, jurnalist și romancier, exponent al realismului.                                                                                            |            |
| Imre Bán                                                                               |                                        | (1905–1990) |          | istoric literar, specialist literatura franceză și italiană din secolele XVI-XVII.                                                                   |            |
| Oszkár Bán                                                                             |                                        | (1901–1980) |          | poet, jurnalist, din 1922 a trăit în SUA, a condus mai multe reviste de limba maghiară din SUA                                                       |            |
| Zsuzsa Bán                                                                             |                                        | (1944–) |          | romancieră, poetă, traducătoare, a traduuce mai ales din limba suedeză.                                                                              |            |
| Simon Bánfay                                                                           | (Baumholczer)                          | (1819–1902) |          | jurnalist, prozator, avocat, a fost redactor șef al unor reviste literare.                                                                           |            |
| Gergely Bánffy                                                                         |                                        | (secolul al XVI-lea) |          | cronicar, politician |            |
| György Bánffy, baron de Losoncz                                                        |                                        | (1853–1889) |          | prozator, dramaturg, compozitor și politician. |            |
| Miklos Bánffy, conte de Losoncz                                                        |                                        | (1873–1950) |          | romancier, grafician, regizor, politician, autor al unei trilogii cu tema Transilvania.                                                              |            |
| Florio Banfi                                                                           | (Flóris Holik)                         | (1899–1967) |          | critic și istoric literar, din 1925 a trăit în Italia, a fost secretarul institutului Collegium Hungaricum din Roma.                                 |            |
| János Bánfi                                                                            | (Johann Wolfshörndl)                   | (1851–?) |          | prozator, poet, publicist de origine germană. |            |
| Zsigmond Bánfi                                                                         | (Zsigmond Braun)                       | (1857–1894) |          | prozator, istoric literar și traducător. |            |
| Márton Bánfihunyadi Abacs                                                              |                                        | (?–1737) |          | cronicar și autor de scrieri teologice reformate. |            |
| Péter Bangó                                                                            |                                        | (1824–1853) |          | prozator, poet, jurnalist, participant la revoluția de la 1848.                                                                                      |            |
| Lajos Bánhidi                                                                          |                                        | (1936–) poet |          | |            |
| Károly Bankos                                                                          |                                        | (1821–1905) |          | jurist, memorialist, jurnalist, prieten al poetului Sándor Petőfi.                                                                                   |            |
| Imre Bánkuti                                                                           |                                        | (1927–) |          | prozator, istoric |            |
| Zoltán Banner                                                                          |                                        | (1932–) |          | prozator, poet, istoric de artă maghiar din România; este cunoscut și ca artist dramatic.                                                            |            |
| István Banó                                                                            |                                        | (1918–1987) |          | lingvist, etnograf, traducător și prozator. |            |
| Jenő Bánó                                                                              |                                        | (1855–1927) |          | prozator, jurnalist și călător, autor al unor jurnale de călotorie în jurul Lumii.                                                                   |            |
| József Bánóczi                                                                         |                                        | (1849–1926) |          | istoric literar, filozof și prozator. |            |
| László Bánóczi                                                                         |                                        | (1884–1945) |          | regizor de teatru, prozator și traducător |            |
| János Banos                                                                            |                                        | (1952–) |          | poet și jurnalist |            |
| Tibor Bános                                                                            |                                        | (1933–) |          | critic literar și dramaturg |            |
| Elemér Bányai                                                                          | (pseudonim literar Zuboly)             | (1875–1915) |          | prozator și jurnalist maghiar de origine armeană |            |
| István Bányai de Felsőbánya                                                            |                                        | (1711–1767) |          | memorialist, autor de scrieri teologice reformate.                                                                                                   |            |
| János Bányai                                                                           |                                        | (1939–) |          | critic și istoric literar, prozator și redactor literar maghiar din Voievodina, Serbia.                                                              |            |
| László Bányai (cel bătrân)                                                             |                                        | (1904–1979) |          | prozator, ziarist și textier. |            |
| László Bányai (cel tânăr)                                                              |                                        | (1907–1981) |          | istoric, politician, nuvelist și publicist maghiar din România, a fost vicepreședintele al Academiei Române.                                         |            |
| Pál Bányai                                                                             |                                        | (1901–1943) |          | romancier, nuvelist, poet și publicist, reprezentant al realismului socialist.                                                                       |            |
| László Bányász                                                                         |                                        | (1876–?) |          | romancier, jurnalist și critic literar. |            |
| Ábel Barabás                                                                           |                                        | (1877–1915) |          | istoric literar, prozator, esperantist, traducător maghiar din Transilvania, a fost și dramaturg la Teatrul Național din Cluj.                       |            |
| Gyula Barabás                                                                          |                                        | (1894–1973) |          | romancier, nuvelist și jurnalist. |            |
| Samu Barabás                                                                           |                                        | (1855–1940) |          | istoric și prozator, autor a nenumărate biografii istorice.                                                                                          |            |
| Tibor Barabás                                                                          |                                        | (1911–1984) |          | romancier, nuvelist și jurnalist, a scris și lucrări de istorie literară.                                                                            |            |
| László Barak                                                                           |                                        | (1953–) |          | poet și jurnalist maghiar din Slovacia |            |
| Ferenc Barakonyi                                                                       |                                        | (1611–1675) |          | poet și memorialist |            |
| László Baránszky (Baránszky-Jób) (1930–)                                               |                                        | poet și teoretician literar, profesor de literatură la Queen’s College din Oxford și University of California.                          |          | |            |
| László Baránszky-Jób)                                                                  |                                        | (1897–1987) |          | estetician, critic și istoric literar, a tradus în maghiară operele lui Edmund Husserl.                                                              |            |
| Ágoston Bárány                                                                         |                                        | (1798–1849) |          | jurnalist și istoric, membru al Academiei de Științe al Ungariei.                                                                                    |            |
| Boldizsár Bárány                                                                       |                                        | (1793–1860) |          | dramaturg, traducător, poet și critic literar. |            |
| György Bárány (cel bătrân)                                                             |                                        | (1682–1757) |          | poet, traducător, autor de scrieri eclesiastice. |            |
| György Bárány (cel tânăr)                                                              |                                        | (1922–) |          | publicist și istoric, profesor la University of Denver din SUA.                                                                                      |            |
| Péter Bárány                                                                           |                                        | (? –1829) |          | dramaturg și publicist. |            |
| Tamás Bárány                                                                           |                                        | (1922–) |          | romancier, dramaturg, eseist și publicist, reprezentant al surealismului, a scris și scenarii pentru televiziune.                                    |            |
| Béla Baranyai                                                                          |                                        | (1882–1945) |          | istoric, prozator și publicist, a contribuit la dezvoltarea istoriei dreptului.                                                                      |            |
| János Baranyai Decsi                                                                   | (Johannes Decius Barovius Csimor)      | (1560–1601) |          | scriitor umanist și cronicar, autor al lucrării Comentarii de rebus Ungaricis.                                                                       |            |
| Júlia Baranyai                                                                         | (Júlia Schneider)                      | (1906–1982) |          | istoric, jurnalistă și etnografă maghiară din Iugoslavia.                                                                                            |            |
| Pál Baranyai (?–1545)                                                                  |                                        | reformator, autor de texte muzicale, a scris interpretări ale epistolelor Noului Testament.                                             |          | |            |
| Zoltán Baranyai                                                                        |                                        | (1888–1948) |          | publicist, critic și istoric literar, a fost diplomat de carieră, din 1947 a fost profesor de literatură comparată la University of Indiana din SUA. |            |
| József Baranyay                                                                        |                                        | (1876–1952) |          | prozator, jurnalist și istoric. |            |
| Ferenc Baranyi                                                                         |                                        | (1937–) |          | poet, traducător, jurnalist, a fost redactor șef al mai multor reviste literare, redactor șef la Televiziunea Maghiară MTV1.                         |            |
| Imre Baranyi                                                                           |                                        | (1935–1968) |          | publicist și istoric literar. |            |
| László Baranyi                                                                         |                                        | (1729–1796) |          | poet, publicist și traducător. |            |
| Pál Baranyi                                                                            |                                        | (1657–1719) |          | autor de scrieri eclesiastice, poet, călugăr iezuit.                                                                                                 |            |
| Endre Barát                                                                            |                                        | (1907–1976) |          | romancier, publicist și ziarist, a scris și pise de teatru.                                                                                          |            |
| Ferenc Baráth (cel bătrân)                                                             |                                        | (1844–1904) |          | istoric literar, poet, eseist și editor. |            |
| Ferenc Baráth (cel tânăr)                                                              |                                        | (1916–1950) |          | istoric literar, poet și jurnalist.A fost primarul orașului Zalaegerszeg.                                                                            |            |
| Lajos Baráth                                                                           |                                        | (1935–) |          | romancier, nuvelist și ziarist, exponent al mișcării muncitorești.                                                                                   |            |
| Tibor Baráth                                                                           |                                        | (1906–1992) |          | istoric, publicist și filolog, din 1945 a trăit în Franța și Canada.                                                                                 |            |
| Endre Barátos                                                                          |                                        | (1913–1943) |          | poet și filolog. |            |
| Dávid Barczafalvi Szabó                                                                |                                        | (1752–1828) |          | jurnalist, traducător și reformator lingvistic. |            |
| Géza Bárczi                                                                            |                                        | (1894–1975) |          | filolog, publicist și lingvist; a fost coautorul mai multor enciclopedii și dicționare.                                                              |            |
| István Bárczi                                                                          |                                        | (1943–) |          | poet și publicist maghiar din Slovacia. |            |
| János Bárczy                                                                           |                                        | (1917–1975) |          | romancier, nuvelist și scenarist. |            |
| János Barcs                                                                            | (nume la naștere Kampf)                | (1927–) |          | poet și publicist. |            |
| Mihály Barcsai                                                                         |                                        | (1630–1713) |          | politician și poet maghiar din Transilvania.A fost fratele mai mic al principelui Ákos Barcsai.                                                      |            |
| Ábrahám Barcsay                                                                        |                                        | (1742–1806) |          | poet și memorialist maghiar din Transilvania, descendent direct al principelui Ákos Barcsai.                                                         |            |
| Miklós Bárd                                                                            | (Ferenc Kozma de Leveled)              | (1857–1937) |          | poet, reprezentant al simbolismului, mai târziu al expresionismului.                                                                                 |            |
| Oszkár Bárd                                                                            | Oskar Vattenstein                      | (1893–1942) |          | poet, dramaturg și medic maghiar de origine germană din Transilvania.                                                                                |            |
| Ödön Bárdi                                                                             |                                        | (1877–1958) |          | publicist, dramaturg, critic de teatru și actor. |            |
| Árpád Bardócz                                                                          |                                        | (1888–1953) |          | poet, traducător și jurnalist maghiar din Transilvania.                                                                                              |            |
| Artúr Bárdos                                                                           |                                        | (1882–1974) |          | publicist, dramaturg, regizor și critic de teatru.Din 1949 a trăit în SUA.                                                                           |            |
| Arthur Bárdos B.                                                                       | (Arthur Boros-Bárdos)                  | (1923–) |          | poet și jurnalist maghiar din Transilvania, din 1966 trăiește în Austria.                                                                            |            |
| László Bárdos (cel bătrân)                                                             |                                        | (1897–1960) |          | romancier, nuvelist și jurnalist. |            |
| László Bárdos (cel tânăr)                                                              |                                        | (1955–) |          | poet, traducător și istoric literar. |            |
| Pál Bárdos                                                                             |                                        | (1936–) |          | romancier, nuvelist și dramaturg. |            |
| János Bárdosi Németh                                                                   |                                        | (1902–1981) |          | poet, publicist și redactor al unor reviste literare.                                                                                                |            |
| Károly Bari                                                                            |                                        | (1952–) |          | poet, traducător și grafician, reputat specialist în traducerea poeziilor populare rrome.                                                            |            |
| György Baritz                                                                          | (uneori: Baricz)                       | (1779–1840) |          | traducător și autor de dicționare, a tradus operele lui Tacit și Pliniu cel Tânăr.                                                                   |            |
| Miklós Bánfalvi                                                                        | latinizat:Nicolaus Barius              | (? –1459) |          | jurist, episcop, orator și cronicar, a corespondat cu Enea Silvio Piccolomini.                                                                       |            |
| János Bárkányi                                                                         |                                        | (date biografice din perioada 1672–1703)                                                                                                |          | călugăr franciscan, poet și cronicar. |            |
| Borbála Barkóczy, contesă de Barkóc                                                    |                                        | (1700–1772) |          | poetă și filantroapă. |            |
| Ferenc Barkóczy, conte de Barkóc                                                       |                                        | (1710–1765) |          | memorialist, autor de scrieri bisericești, arhiepiscop catolic de Strigoniu, consiler a împărătesei Maria Tereza.                                    |            |
| Gyula Barla                                                                            |                                        | (1925–1977) |          | filolog și eseist, cercetător al stilisticii literare.                                                                                               |            |
| Ödön Szabolcs Barlay                                                                   |                                        | (1919–) |          | filolog, critic și istoric literar, călugăr cistercian.                                                                                              |            |
| Ferdinánd Barna                                                                        |                                        | (1825–1895) |          | lingvist, traducător și eseist, cercetător al preistoriei triburilor fino-ugrice.                                                                    |            |
| Ignác Barna                                                                            |                                        | (1822–1894) |          | poet, traducător și autor de scrieri științifice, a fost și profesor de stomatologie al Universității din Budapesta.                                 |            |
| Imre Barna                                                                             |                                        | (1951–) |          | traducător și publicist, membru al opoziției democratice dinainte de 1989.                                                                           |            |
| Izidor Barna                                                                           | până în 1887 a purtat numele Braun     | (1951–1895) |          | poet și jurnalist de origine evreiască. |            |
| János Barna                                                                            |                                        | (1880–1934) |          | critic și istoric literar, traducător, s-a ocupat și de istoria teatrului.                                                                           |            |
| Anna Barnassin                                                                         |                                        | (1928–) |          | dramaturg și scenaristă. |            |
| Báróczi Sándor                                                                         | grafiat uneori Bárótzi                 | (1735–1809) |          | traducător, prozator, reformator al literaturii maghiare.                                                                                            |            |
| Gyula Baros                                                                            |                                        | (1876–1936) |          | istoric literar, eseist și publicist, membru al Academiei de Științe al Ungariei                                                                     |            |
| Dezső Baróti                                                                           | până în 1945 a purtat numele Kratofil  | (1911–) |          | istoric literar, eseist și publicist, a fost profesor de istorie literară la Sorbona.                                                                |            |
| Géza Baróti                                                                            |                                        | (1914–1993) |          | romancier, jurnalist,libretist și scenarist |            |
| Lajos Baróti                                                                           |                                        | (1856–1933) |          | critic și istoric literar, cercetător în domeniul istoriei culturii maghiare.                                                                        |            |
| Miklós Baróti                                                                          |                                        | (?–1680) |          | autor eclesiastic, călugăr franciscan. |            |
| Pál Baróti                                                                             | pseudonim literar Béla Persán          | (1930–1981) |          | critic și istoric literar maghiar din România. |            |
| Dávid Baróti Szabó                                                                     |                                        | (1739–1819) |          | poet maghiar din Transilvania, călugăr iezuit, unul din fondatorii revistei Magyar Museum.                                                           |            |
| Dénes Barsi                                                                            |                                        | (1905–1968) |          | romancier, poet și redactor. |            |
| József Barsi                                                                           | nume purtat la naștere Neumann         | (1810–1893) |          | publicist și memorialist de origine germană. |            |
| Ödön Barsi                                                                             | Rodriguez                              | (1904–1963) |          | romancier, traducător și actor. |            |
| György Bársony de Lovasberény                                                          |                                        | (1626–1678) |          | scriitor eclesiastic catolic, a scris opere polemice contrareformiste.                                                                               |            |
| Irma Barsi                                                                             | născută Irma Kail                      | (1898–1989) |          | poetă și romancieră. |            |
| István Bart                                                                            |                                        | (1944–) |          | romancier, traducător și editor. |            |
| András Barta                                                                           |                                        | (1931–) |          | traducător, eseist critic și istoric literar. |            |
| János Barta                                                                            |                                        | (1901–1988) |          | publicist și istoric literar. |            |
| Lajos Barta                                                                            |                                        | (1878–1964) |          | nuvelist, publicist și redactor. |            |
| Lajos Barta H.                                                                         | de Harta                               | (1935–) |          | nuvelist, eseist și reporter. |            |
| Mór Barta                                                                              |                                        | (1873–?) |          | filolog, istoric literar, hebraist de origine evreiască.                                                                                             |            |
| Sándor Barta                                                                           |                                        | (1897–1938) |          | poet, romancier, jurnalist și redactor. |            |
| József Bartakovics                                                                     |                                        | (1722–1763) |          | poet, profesor și călugăr iezuit. |            |
| Antal Bartal                                                                           |                                        | (1829–1909) |          | filolog clasicist, membru al Academiei de Științe al Ungariei.                                                                                       |            |
| János Bartalis                                                                         |                                        | (1893–1976) |          | poet și publicist maghiar din România, reprezentant al expresionismului.                                                                             |            |
| István Bartalusl                                                                       |                                        | (1821–1899) |          | istoric al muzicii, muzicolog, filolog și folclorist maghiar din Transilvania.                                                                       |            |
| László Bártfay                                                                         |                                        | (1821–1899) |          | prozator și animator al activității literare, membru fondator al societății literare Kisfaudy Társaság.                                              |            |
| Boldizsár Bartha                                                                       |                                        | (1624–1689) |          | cronicar și politician. |            |
| József Bartha                                                                          |                                        | (1866–1950) |          | lingvist, istoric literar și poet. |            |
| Miklós Bartha                                                                          |                                        | (1866–1950) |          | politician, publicist și dramaturg maghiar din Transilvania.                                                                                         |            |
| János Barthos                                                                          |                                        | (1821–1894) |          | povestitor, nuvelist și politician. |            |
| Ferenc Bartis                                                                          | pseudonim literar Karda                | (1936–) |          | poet, romancier, traducător și jurnalist maghiar din România.                                                                                        |            |
| István Bartók                                                                          |                                        | (1955–) |          | istoric literar, redactor și coautor de enciclopedii.                                                                                                |            |
| Lajos Bartók                                                                           |                                        | (1851–1902) |          | poet, umorist, dramaturg și redactor. |            |
| József Bartóky                                                                         |                                        | (1851–1902) |          | povestitor, nuvelist și dramaturg |            |
| Tibor Bartos                                                                           |                                        | (1933–) |          | istoric literar, traducător și redactor. |            |
| László Bartsai                                                                         |                                        | (1772–1810) |          | dramaturg și traducător. |            |
| Enikõő Basa Molnár                                                                     |                                        | (1931–) |          | istoric de artă, activistă literară, din 1950 trăiește în SUA, a fost președinta Southern Comparativ Literature Association                          |            |
| Lóránt Basch                                                                           |                                        | (1885–1966) |          | istoric literar și avocat |            |
| Viktor Basch                                                                           |                                        | (1863–1944) |          | istoric literar și publicist, a activat în Franța.                                                                                                   |            |
| István Basilius                                                                        |                                        | (1525–1592) |          | autor de scrieri eclesiastice, preot unitarian |            |
| Imre Bata                                                                              |                                        | (1930–) |          | istoric literar și publicist |            |
| János Bata                                                                             |                                        | (1963–) |          | poet, traducător, publicist maghiar din Voievodina, Serbia.                                                                                          |            |
| Zsuzsa Báti                                                                            | născută Koncz                          | (1938–) |          | poetă și traducătoare maghiară din Voievodina, Serbia                                                                                                |            |
| András Batizi                                                                          |                                        | (1515–1546) |          | autor de scrieri bisericești, textier de cântece și imnuri reformate, redactor de dicționare, maghiar din Transilvania.                              |            |
| Irén Bátori                                                                            |                                        | (1905–1958) |          | poetă și romancieră |            |
| László Bátori                                                                          |                                        | (?–1480) |          | traducător, poet și exeget al Bibliei, călugăr paulit.                                                                                               |            |
| Bódog Bátori Schulcz                                                                   |                                        | (1804–1885) |          | memorialist, publicist, a fost colonel în armata revoluționară din 1848.                                                                             |            |
| István Bátorkeszi                                                                      |                                        | (există date biografice din perioada 1641-1676)                                                                                         |          | preot evanghelic, poet și memorialist. |            |
| János Batsányi                                                                         |                                        | (1763–1845) |          | poet, eseist, redactor, a fost o figură marcantă a epocii reformei lingvistice.                                                                      |            |
| György Batta                                                                           |                                        | (1943–) |          | poet, publicist, dramaturg maghiar din Slovacia. |            |
| Ádám Batthyány (cel bătrân)                                                            |                                        | (1609–1659) |          | poet, memorialist și mecena a literaturii maghiare.                                                                                                  |            |
| Ádám Batthyány (cel tânăr), conte de Németújvár                                        |                                        | (1662–1703) |          | cronicar, memorialist și mecena a literaturii. |            |
| Alajos Batthyány, conte de Németújvár                                                  |                                        | (1750–1818) |          | politician, călugăr iezuit, filozof, scriitor; a fost reprezentantul iluminismului, autor al Ad amicam aurem.                                        |            |
| Boldizsár Batthyány                                                                    |                                        | (1538–1590) |          | colecționar de cărți și antichități, cronicar, mecena al artelor și literaturii.                                                                     |            |
| Ferenc Batthyány                                                                       |                                        | (1569 sau 1673–1625) |          | poet, promotor al vieții literare, jude de Sopron.                                                                                                   |            |
| Ignác Batthyány, conte de Németújvár                                                   |                                        | (1741–1798) |          | bibliofil, scriitor, Episcop catolic de Alba Iulia; fondatorul Bibliotecii Batthyaneum din Alba Iulia.                                               |            |
| József Batthyány, conte de Németújvár                                                  |                                        | (1727–1799) |          | scriitor eclesiastic, bibliofil, Arhiepiscop catolic de Strigoniu; fondatorul primei biblioteci publice din Ungaria                                  |            |
| Kázmér Batthyány                                                                       |                                        | (1807–1854) |          | memorialist, jurnalist și politician, participant la Revoluția de la 1848.                                                                           |            |
| Orbán Batthyány                                                                        |                                        | (?–1547) |          | poet și politician. |            |
| Tivadar Batthyány conte de Németújvár                                                  |                                        | (1859–1931) |          | poet și politician. |            |
| Vince Batthyány conte de Németújvár                                                    |                                        | (1772–1827) |          | memorialist, autor de jurnale de călătorie. |            |
| József Bauer                                                                           |                                        | (1926–1993) |          | poet și bibliograf |            |
| Ferenc Ferdinánd Baumgartner                                                           |                                        | (1880–1927) |          | pamfletist, estetician și critic literar ,a trăit la München și Berlin; și-a donat averea unei fundații literare.                                    |            |
| Sándor Andor Baumgartner                                                               |                                        | (1893–1975) |          | estetician, eseist și istoric de artă. |            |
| György Baxai Textor                                                                    |                                        | (secolul al XVII-lea) |          | poet, autorul lucrării Körmendi kódex. |            |
| György Bay                                                                             |                                        | (1792–1849) |          | poet și jurist, a aparținut cercului lui Kazinczy și a fost prieten al lui Ferenc Kölcsey.                                                           |            |
| Mihály Bay                                                                             |                                        | (1640–1706) |          | cronicar și diplomat; a fost adeptul lui Rákóczi |            |
| József Bayer                                                                           |                                        | (1851–1919) |          | eseist și istoric al dramaturgiei; a fost membru al Academiei de Științe al Ungariei.                                                                |            |
| Zsigmond Bazsó (1938–)                                                                 |                                        | romancier, reporter și jurnalist maghiar din România.                                                                                   |          | |            |
| János Bebek                                                                            | nume la naștere Bebők                  | (1948–) |          | poet și traducător, din 1974 a trăit în Canada iar din 1991 trăiește în SUA.                                                                         |            |
| Károly Beck                                                                            | nume la naștere Karl Beck              | (1817–1879) |          | poet și traducător maghiar de limbă germană, a aparținut cercului lui Petőfi, pe care l-a tradus.                                                    |            |
| Lajos Beck                                                                             |                                        | (1874–1953) |          | romancier, poet, politician; a fost deputat în Parlamentul Ungariei; a scris multiple studii asupra economiei naționale.                             |            |
| Zoltán Beck                                                                            |                                        | (1934–) |          | eseist, etnograf, folclorist, muzeolog. |            |
| Judith Beczássy                                                                        | născută Katalin Szobotka               | (1888–1961) |          | romancieră și dramaturgă. |            |
| Andor Becsky                                                                           | Becski                                 | (1898–1978) |          | poet, redactor și publicist maghiar din Transilvania, a trăit la Paris și Viena, din 1952 s-a stabilit în Ungaria.                                   |            |
| Ágnes Bécsy                                                                            |                                        | (1898–1978) |          | jurnalistă, istoric literar și eseistă. |            |
| Tamás Bécsy                                                                            |                                        | (1928–1978) |          | istoric literar și estetician. |            |
| Anna Bede                                                                              |                                        | (1926–) |          | poetă și traducătoare; a tradus operele complete ale lui Horatiu.                                                                                    |            |
| Jób Bede (1869–1919)                                                                   |                                        | nuvelist, publicist și jurnalist. |          | |            |
| István Beder                                                                           |                                        | (1932–) |          | romancier, eseist și jurnalist maghiar din Voievodina, Serbia.                                                                                       |            |
| Béla Bedő                                                                              |                                        | (1874–1939) |          | nuvelist, explorator geografic, autor al unor jurnale de călătorie.                                                                                  |            |
| Rózsa Bédy Schwimmer                                                                   |                                        | (1877–1948) |          | jurnalistă, eseistă, politiciană, întemeietoarea mișcăii feministe din Ungaria, laureată a Ordinului Mondial pentru Pace.                            |            |
| Józsf Fidél Beéli                                                                      | nume purtat la naștere Fidél Briedl    | (1807–1863) |          | estetician, biograf, pedagog; a fost călugăr benedictan.                                                                                             |            |
| Gyula Behyna (1851–1906)                                                               |                                        | istoric literar și eseist. |          | |            |
| Ferenc Békássy (1893–1915)                                                             |                                        | poet și istoric literar. |          | |            |
| György Beke (1927–2007)                                                                |                                        | romancier, reporter și redactor maghiar din România, din 1984 a trăit în Ungaria; a tradus din clasicii și contemporanii români.        |          | |            |
| Kata Beke (1936–)                                                                      |                                        | romancieră, jurnalistă și politiciană, a fost deputată în Parlamentul Ungariei și secretar de stat la Ministerul Educației.             |          | |            |
| Margit G. Beke (1890–1988)                                                             |                                        | romancieră și traducătoare, a tradus din limbile nordice; a tradus și prelucrat legende din țări scandinave.                            |          | |            |
| András Mihály Beke (1956–)                                                             |                                        | jurnalist, poet, traducător maghiar din România, din 1984 trăiește în Ungaria.                                                          |          | |            |
| Sámuel Beke (1800–1836)                                                                |                                        | autor de scrieri teologice și politice, orator și preot reformat maghiar din Transilvania.                                              |          | |            |
| István Békeffi (Békeffy) (1901–1977)                                                   |                                        | dramaturg autor de cabareturi, între anii 1957-1971 a trăit în Elveția și RFG.                                                          |          | |            |
| László Békeffi (Békeffy) (1891–1962)                                                   |                                        | autor satiric, actor, cineast; din 1945 a trăit în Elveția.                                                                             |          | |            |
| Antal Békefi (până în 1884 a purtat numele Kann) (1858–1907)                           |                                        | romancier, nuvelist și jurnalist; fondator al societății literare Dugonics Társaság.                                                    |          | |            |
| Remig Békefi (1858–1924)                                                               |                                        | istoric, eseist, istoric al culturii; a fost călugăr cistercian.                                                                        |          | |            |
| Benedek Bekényi (1490–1544)                                                            |                                        | scriitor umanist. |          | |            |
| Gellért Békés (1915–?)                                                                 |                                        | poet, prozator, redactor, traducător; a fost călugăr benedictan.                                                                        |          | |            |
| József Békés (1923–)                                                                   |                                        | romancier, nuvelist și redactor; a fost un cunoscut om de televiziune.                                                                  |          | |            |
| Pál Békés (1956–)                                                                      |                                        | romancier, dramaturg și traducător. |          | |            |
| Balázs Békési (secolul al XVI-lea)                                                     |                                        | umanist, autor de poeme și cântări. |          | |            |
| Gyula Békési (Stevanyik) (1924–)                                                       |                                        | poet. |          | |            |
| Gustáv Beksics (1847–1906)                                                             |                                        | ziarist, romancier și istoric; a fost deputat în Parlamentul Ungariei.                                                                  |          | |            |
| Krisztina Beksics (născută Bogdanovich, psuedonim literar:György Bogdanovics) (?–1903) |                                        | actriță, romancieră și poetă; actrița Teatrului Național din Budapesta.                                                                 |          | |            |
| Iván Béki-Halász (până în 1956 a purtat numele Halász) (1919–1997)                     |                                        | poet și traducător. |          | |            |
| Károly András Bél (1717–1782)                                                          |                                        | memorialist, istoric literar, profesor de poetică și estetică; a avut contribuții esențiale la dezvoltarea literaturii istoriografice.  |          | |            |
| Mátyás Bél (1684–1749)                                                                 |                                        | poet, memorialist, teolog, fondator al literaturii monografice din Ungaria; a contribuit decisiv la răspândirea culturii enciclopedice. |          | |            |
| Henrik Béla (1864–1939)                                                                |                                        | jurnalist, eseist, publicist maghiar de origine cehă.                                                                                   |          | |            |
| Miklós Béládi (1928–1983)                                                              |                                        | critic și istoric literar; a studiat literatura maghiară din afara granițelor Ungariei.                                                 |          | |            |
| Vilmos Bélay (1919–?)                                                                  |                                        | istoric, arhivist și eseist; a studiat istoria medievală a Maramureșului.                                                               |          | |            |
| Izor Béldi (1867–1926)                                                                 |                                        | romancier, eseist, jurnalist și critic de muzică.                                                                                       |          | |            |
| Gergely Belényesi (date biografice din perioada:1543–1555)                             |                                        | cronicar, autor de epistole; a corespondat cu Luther.                                                                                   |          | |            |
| Miklós Bleznay (1713–1787)                                                             |                                        | memorialist și susținător al vieții literare; a fost curator general al Bisericii Reformate din Ungaria.                                |          | |            |
| Sámuel Beleznay, conte de Belezna (1763–1818)                                          |                                        | bibliofil, memorialist; a fost proprietarul unei valoroase biblioteci.                                                                  |          | |            |
| György Belia (1923–)                                                                   |                                        | traducător, istoric și critic literar; a fost preocupat de prozatorii români contemporani.                                              |          | |            |
| István Bella (1940–)                                                                   |                                        | poet și publicist. |          | |            |
| Aladár Bellaagh (1853–1924)                                                            |                                        | istoric literar și publicist; a fost coautor al dicționarului explicativ a Academiei de Științe din Ungaria.                            |          | |            |
| Péter Belleci (1602–1649)                                                              |                                        | dramaturg, istoriograf; a fost călugăr iezuit.                                                                                          |          | |            |
| Zsigmond Belleny (1587–1618)                                                           |                                        | genealog și traducător, a tradus opera lui Girlamo Savonarola.                                                                          |          | |            |
| Pál Bélley (1925–1976)                                                                 |                                        | filolog, bibliograf și jurnalist. |          | |            |
| György Alajos Belnay (1765–1809)                                                       |                                        | memorialist, traducător, istoriograf, și profesor; a fost proprietar de tipografie.                                                     |          | |            |
| Pál Belohorszky (1948–1989)                                                            |                                        | eseist, publicist, critic și istoric literar.                                                                                           |          | |            |
| Gellért Belon (1911–1987)                                                              |                                        | scriitor eclesiastic catolic, eseist și publicist.                                                                                      |          | |            |
| László Bélteky (1909–?)                                                                |                                        | poet și redactor maghiar din România interbelică; din 1945 a trăit în Ungaria.                                                          |          | |            |
| László Belyei (1910–?)                                                                 |                                        | prozator, publicist și critic literar maghiar din Cehoslovacia interbelică; din 1945 a trăit în Ungaria.                                |          | |            |
| Sándor Benamy (1899–1989)                                                              |                                        | romancier, nuvelist, traducător maghiar din România interbelică; a tradus din operele lui Flaubert, Maupassant, Sinclair.               |          | |            |
| Lajos Bence (1956–)                                                                    |                                        | poet, nuvelist și redactor de televiziune maghiar din Slovenia.                                                                         |          | |            |
| József Bencédy (1921–)                                                                 |                                        | lingvist, eseist și publicist. |          | |            |
| József Bencédy (1921–)                                                                 |                                        | |          | |            |
| Boldizsár Bencz (1910–1949)                                                            |                                        | poet și dramaturg, a scris și librete de operetă.                                                                                       |          | |            |
| Mihály Bencz (1913–1970)                                                               |                                        | romancier, poet și jurnalist maghiar din Voievodina, Iugoslavia.                                                                        |          | |            |
| László Benczédi (1929–1984)                                                            |                                        | istoric, eseist și publicist. |          | |            |
| Tibor Benczés (1903–?)                                                                 |                                        | romancier și jurnalist. |          | |            |
| Béla Benczúr (1854–1941)                                                               |                                        | arhitect, ilustrator de carte, eseist și autor de studii de artă.                                                                       |          | |            |
| János Benczur (1817–1852)                                                              |                                        | prozator, autor de scrieri juridice și politice.                                                                                        |          | |            |
| József Benczur (1806–1886)                                                             |                                        | prozator și librar. |          | |            |
| Miklós Benczur (1821–1862)                                                             |                                        | povestitor, poet și orator; a fost deputat în Adunarea Națională a Ungariei.                                                            |          | |            |
| Imre Bencsik (1924–)                                                                   |                                        | prozator, dramaturg și scenarist. |          | |            |
| Jenő Benda (1882–1944)                                                                 |                                        | romancier, publicist și jurnalist. |          | |            |
| Kálmán Benda (1913–1994)                                                               |                                        | istoric, eseist și publicist. |          | |            |
| László Bende (1742–1816)                                                               |                                        | dramaturg și autor de scrieri teologice; a fost un călugăr minorit.                                                                     |          | |            |
| László Bendefy (până în 1934 a purtat numele Benda) (1904–1977)                        |                                        | geolog, geodet, inginer, filolog, istoriograf și publicist literar.                                                                     |          | |            |
| Demeter Bene (1715–1762)                                                               |                                        | dramaturg și autor de scrieri teologice; a fost un călugăr minorit.                                                                     |          | |            |
| Ede Bene (1929–1985)                                                                   |                                        | istoric literar, eseist și profesor de literatură comparată; a fost inițiatorul unor conferințe literare internaționale.                |          | |            |
| Kálmán Bene (1882–1961)                                                                |                                        | istoric literar, jurnalist și redactor.                                                                                                 |          | |            |
| Sándor Bene (1962–)                                                                    |                                        | istoric literar și publicist. |          | |            |
| Benedek (latinizat Benedictus) (?–1296)                                                |                                        | episcop catolic de Oradea, cronicar, autor de scrieri teologice, s-au păstrat scrieri olografe ale sale.                                |          | |            |
| András Benedek (Stupf Benedek András) (1947–)                                          |                                        | poet, istoric literar și reporter maghiar din Ucraina.                                                                                  |          | |            |
| Elek Benedek (1859–1929)                                                               |                                        | romancier, povestitor, jurnalist, redactor; apreciat mai ales pentru celebrele sale cărți de povești și culegeri de basme populare.     |          | |            |
| István Benedek (1915–)                                                                 |                                        | romancier, eseist, istoric literar, a fost un reputat medic psihiatru; a publicat peste cincizeci de volume.                            |          | |            |
| István Gábor Benedek (1937–)                                                           |                                        | romancier, eseist și jurnalist. |          | |            |
| Marcell Benedek (1885–1969)                                                            |                                        | romancier, eseist și istoric literar; a avut contribuții esențiale la critica literaturii universale.                                   |          | |            |
| Mária Benedek (1953–)                                                                  |                                        | romancieră și eseistă, cultivă literatura sociografică.                                                                                 |          | |            |
| Rózsi Benedek (1894–1978)                                                              |                                        | romancieră, nuvelistă și traducătoare.                                                                                                  |          | |            |
| Zsuzsa Beney (1930–)                                                                   |                                        | poetă, nuvelistă, istoric literar; a fost medic specialist ftiziolog practicant.                                                        |          | |            |
| Emil Beniczky (1838–1864)                                                              |                                        | poet, romancier și jurnalist. |          | |            |
| Gáspár Beniczky (?–după 1717)                                                          |                                        | memorialist, cronicar și diplomat; a fost secretarul privat al lui Rákóczi.                                                             |          | |            |
| Irma Beniczky (1828–1902)                                                              |                                        | romancieră și publicistă; a tradus nenumărate romane din limba franceză.                                                                |          | |            |
| Lajos Beniczky (1828–1902)                                                             |                                        | memorialist, biograf și politician. |          | |            |
| Péter Beniczky (1606–1664) poet, reprezentant al barocului.                            |                                        | |          | |            |
| Lenke Beniczky (Născută Bajza) (1839–1905)                                             |                                        | romancieră și nuvelistă; a fost membra societății literare Petőfi Sándor.                                                               |          | |            |
| Ferenc Benjamin (Benjámin) (1880–1968)                                                 |                                        | poet și romancier și publicist; din 1938 a trăit la Londra.                                                                             |          | |            |
| László Benjámin (1915–1986)                                                            |                                        | poet, jurnalist și redactor; a scris și literatură pentru copii.                                                                        |          | |            |
| József Benke (1781–1855)                                                               |                                        | actor, dramaturg și traducător; a tradus și adaptat peste patruzeci de piese din dramaturgia franceză.                                  |          | |            |
| László Benke (1943–)                                                                   |                                        | poet și jurnalist. |          | |            |
| Mihály Benke (1757–1817)                                                               |                                        | autor eclesiastic reformat, a scris lucrări moralizatoare.                                                                              |          | |            |
| Imre Benkó (1859–1939)                                                                 |                                        | istoric literar și eseist |          | |            |
| Attila Benkő (1943–)                                                                   |                                        | poet și jurnalist |          | |            |
| Ferenc Benkő (1745–1816)                                                               |                                        | naturalist, autor de texte teologice, memorialist; a contribuit la dezvoltarea limbajului științific din limba maghiară.                |          | |            |
| Gyula Benkő (1854–1934)                                                                |                                        | romancier, traducător, editor și librar; a rescris și completat Istoria literaturii universale al lui Johannes Scherr.                  |          | |            |
| Jolán Benkő (1848–1914)                                                                |                                        | actrițâ, dramaturgă și memorialistă, originară din Transilvania.                                                                        |          | |            |
| József Benkő, de Középajta și Árkos (1740–1814)                                        |                                        | preot reformat, istoriograf, memorialist și savant naturalist maghiar din Transilvania.                                                 |          | |            |
| Kálmán Benkő (1824–1890)                                                               |                                        | prozator, actor, dramaturg și tetrolog.                                                                                                 |          | |            |
| László Benkő (1812–1994)                                                               |                                        | lingvist, eseist și istoric literar; s-a ocupat și de stilistică și lexicografie.                                                       |          | |            |
| Lóránd Benkő (1921–)                                                                   |                                        | lingvist, istoric literar, eseist și publicist; membru al Academiei de Științe din Ungaria.                                             |          | |            |
| Márton Benkő, de Dálnok (a trăit în secolele XVII-XVIII)                               |                                        | memorialist, traducător, reprezentant al stilului literar baroc, maghiar din Transilvania.                                              |          | |            |
| Samú Benkő (1928–)                                                                     |                                        | istoric al culturii, eseist, publicist și redactor maghiar din România.                                                                 |          | |            |
| Soma Benőfi (Sámule Brujmann) (1821–1885)                                              |                                        | poet, etnograf, autor de scrieri teologice.                                                                                             |          | |            |
| Bernát Benyák (1745–1829)                                                              |                                        | dramaturg, poet, profesor de poetică și retorică; a fost un călugăr piarist.                                                            |          | |            |
| Gábor Bényei (1837–1892)                                                               |                                        | poet și jurnalist |          | |            |
| József Bényei (1937–)                                                                  |                                        | poet, eseist și jurnalist. |          | |            |
| Miklós Bényei (1943–)                                                                  |                                        | istoric literar, bibliograf și publicist.                                                                                               |          | |            |
| Tamás Bényei (1966–)                                                                   |                                        | critic și istoric literar, publicist și traducător; traduce din proza engleză și sudamericană.                                          |          | |            |
| János Benyhe (1926–)                                                                   |                                        | istoric literar, eseist și traducător, a fost abasador al Ungariei în Brazilia; traduce din autori spanioli, portughezi și francezi.    |          | |            |
| Judit Benyó (1945–)                                                                    |                                        | poetă și romancieră. |          | |            |
| Károly Benyovszky (1886–1962)                                                          |                                        | publicist, redactor istoric de artă și monografist.                                                                                     |          | |            |
| Móric Ágost Benyovszky, conte de Verbó (1741–1786)                                     |                                        | memorialist, autor de jurnale de călătorii, aventurier și explorator; a fost regele Madagascarului.                                     |          | |            |
| Ákos Beöthy (1838–1901)                                                                |                                        | publicist, eseist și om de stat; a fost deputat în Parlamentul Ungariei și conducător al opoziției naționale.                           |          | |            |
| Erzsébet Beöthy (1935–)                                                                |                                        | lingvistă și publicistă, după 1966 trăiește în RFG, apoi în Finlanda și Olanda.                                                         |          | |            |
| László Beöthy (cel bătrân) (1826–1857)                                                 |                                        | nuvelist, romancier și umorist; a fost revoluționar pașoptist.                                                                          |          | |            |
| László Beöthy (cel tânăr) (1873–1931)                                                  |                                        | dramaturg, publicist și director al Teatrului Național din Budapesta.                                                                   |          | |            |
| Leó Beöthy (1839–1886)                                                                 |                                        | romancier, nuvelist, traducător; a scris și studii economice și statistice.                                                             |          | |            |
| Zsigmond Beöthy (1819–1896)                                                            |                                        | poet, dramaturg, povestitor, autor de lucrări juridice; a fost deputat în Adunarea Națională a Ungariei.                                |          | |            |
| Zsolt Beöthy (1848–1922)                                                               |                                        | romancier, istoric literar, teoretician al literaturii, membru și vicepreședinte al Academiei de Științe a Ungariei.                    |          | |            |
| Károly Berczeli Anzelm (Vyhnalek) (1904–1982)                                          |                                        | poet, romancier și traducător; a îndeplinit importante funcții în aparatul guvernamental.                                               |          | |            |
| Jenő Berczelly (1842–1932)                                                             |                                        | romancier și jurnalist; a fost președintele Curții de Apel de la Kolozsvár și de la Kassa.                                              |          | |            |
| Árpád Berczik (cel bătrân) (1842–1919)                                                 |                                        | poet, nuvelist și dramaturg. |          | |            |
| Árpád Berczik (cel tânăr) (1910–1988)                                                  |                                        | istoric literar și publicist. |          | |            |
| Károly Bérczy (nume purtat la naștere Károly Stand) (1821–1867)                        |                                        | poet, romancier, traducător și redactor; a fost mebrul a mai multor societăți literare.                                                 |          | |            |
| Miklós Bercsényi, conte de Székes (1665–1725)                                          |                                        | memorialist, autor de epistole, general al armatei curuților; a fost regent al lui Francisc Rákóczi al II-lea.                          |          | |            |
| József Berda (1902–1966)                                                               |                                        | poet. |          | |            |
| Mária Berda (1889–1949)                                                                |                                        | romancieră, poetă, traducătoare maghiară din România; a fost o propagatoare a valorilor literare românești.                             |          | |            |
| József Bereck (1945–)                                                                  |                                        | nuvelist și poet. |          | |            |
| Károly Berecz (1821–1901)                                                              |                                        | nuvelist, poet, editorialist; a fost colaborator a nenumărate reviste și jurnale literare.                                              |          | |            |
| László Bereczky (1821–1901)                                                            |                                        | romancier și bibliograf. |          | |            |
| János Beregi M. (?–1665)                                                               |                                        | poet și profesor. |          | |            |
| Tivadar Beregi (Theodor Beregi) (1909–1993)                                            |                                        | eseist, jurnalist și istoric literar, din 1929 a trăit în Franța.                                                                       |          | |            |
| Lőrinc Péter Beregszászi (?–1587)                                                      |                                        | scriitor ecleziastic reformat. |          | |            |
| Mózes Beregszászi (1700–1772)                                                          |                                        | preot, scriitor și memorialist reformat.                                                                                                |          | |            |
| Pál Beregszászi Nagy (1750–1828)                                                       |                                        | scriitor, orientalist și lingvist. |          | |            |
| Pál Beregszászi (secolul al XVII-lea)                                                  |                                        | poet și preot reformat. |          | |            |
| Géza Bereményi (1946–)                                                                 |                                        | romancier, dramaturg, scenarist și regizor cinema.                                                                                      |          | |            |
| Antal Berényi (Szalinger) (1829–1856)                                                  |                                        | dramaturg |          | |            |
| János Berényi (Pankovich) (1902–1944)                                                  |                                        | poet, jurnalist și prozator. |          | |            |
| László Berényi (1893–?)                                                                |                                        | prozator și jurnalist. |          | |            |
| Attila Béres (1946–)                                                                   |                                        | poet, jurnalist și romancier. |          | |            |
| János Béres (1813–1875)                                                                |                                        | poet. |          | |            |
| Ferenc Beretka (1813–1875)                                                             |                                        | nuvelist, eseist și critic literar maghiar din Voievodina, Serbia.                                                                      |          | |            |
| Pál Berg (1912–1951)                                                                   |                                        | eseist, istoric literar. |          | |            |
| Illés Berger (1562–1644)                                                               |                                        | cronicar. |          | |            |
| Géza Béri (1933–1979)                                                                  |                                        | poet și nuvelist. |          | |            |
| Erzsébet Berkes (1940–)                                                                |                                        | crtic literar, jurnalistă, dramaturg.                                                                                                   |          | |            |
| Imre Izidor Berkes (1878–1949)                                                         |                                        | romancier, nuvelist și jurnalist. |          | |            |
| Péter Berkes (1931–)                                                                   |                                        | romancier, poet și jurnalist. |          | |            |
| András Berkesi (1919–)                                                                 |                                        | romancier, nuvelist și redactor; a fost maior al poliției secrete din Ungaria.                                                          |          | |            |
| István Berkeszi (până în 1879 a purtat numele Polák) (1853–1922)                       |                                        | eseist și istoric al culturii. |          | |            |
| István Berkeszi (1853–1922)                                                            |                                        | |          | |            |
| Feriz Berki (1917–)                                                                    |                                        | scriitor și teolog ortodox |          | |            |
| Sándor Berkó (1918–1942)                                                               |                                        | poet, traducător și publicist maghiar din Cehoslovacia.                                                                                 |          | |            |
| György Berkovits (1940–)                                                               |                                        | romancier, sociograf și publicist. |          | |            |
| Ilona Berkovits (1904–1986)                                                            |                                        | eseistă și istoric de artă. |          | |            |
| Gáspr Bernát (1810–1873)                                                               |                                        | nuvelist și anecdotist. |          | |            |
| Árpád Bernáth (1941–)                                                                  |                                        | eseist și istoric literar. |          | |            |
| Aurél Bernáth (1895–1982)                                                              |                                        | pictor și scriitor. |          | |            |
| István Bernáth (1928–1982)                                                             |                                        | istoric literar și traducător. |          | |            |
| Lajos Bernáth (1869–1945)                                                              |                                        | istoric literar, poet și profesor de teologie baptistă.                                                                                 |          | |            |
| Jolán Berár (1925–1985)                                                                |                                        | lingvistă și eseistă. |          | |            |
| Pál Bertalanffi (1706–1763)                                                            |                                        | scriitor, geograf și călugăr iezuit. |          | |            |
| Bulcsu Bertha (1935–)                                                                  |                                        | romancier, nuvelist și publicist. |          | |            |
| Sándor Bertha (cel bătrân) (1796–1877)                                                 |                                        | poet și publicist. |          | |            |
| Sándor Bertha (cel tânăr) (1843–1912)                                                  |                                        | compozitor, romancier, nuvelist și pianist.                                                                                             |          | |            |
| Zoltán Bertha (1955–)                                                                  |                                        | publicist, critic și istoric literar.                                                                                                   |          | |            |

- Ágnes Bálint (1922–)
- György Bálint (1906–1943)
- Edgár Balogh (1906–1996)
- Miklós Bánffy (1873–1950)
- Tibor Barabás (1911–1984)
- Ferenc Baranyi (1937–)
- Lajos Baráth (1935–)
- Sándor Báróczi (1735–1809)
- Attila Bartis (1968–) [1][2]
- Ferenc Bartis (1936–)
- János Batsányi (1763–1845)
- Iván Béky-Halász (1919–1997)
- István Bella (1940–2006)
- Elek Benedek (1859–1929)
- István Benedek (1915–1996)
- Marcell Benedek (1885–1969)
- László Benjámin (1915–1986)
- Géza Bereményi (1946–)
- Dániel Berzsenyi (1776–1836)
- György Bessenyei (1747–1811)
- Kata Bethlen (1700–1759)
- Miklós Bethlen (1642–1716)
- András Bíró (1923–)
- Szilárd Borbély (1964–)
- Ádám Bodor (1936–)
- Péter Bornemisza (1535–1584)
- Gyula Böszörményi (1964–)
- Zoltán Böszörményi (1951–)
- Sándor Bródy (1863–1924)
- Ferenc Buda (1936–)
- Bertha Bulcsu (1935–1997)
- Huba Buzás (1935–)

## C
- Mozeș Cahana (1897 - 1974)
- László Cholnoky (1879 - 1929)
- Viktor Cholnoky (1868 - 1912)
- László Cs. Szabó (1905 - 1984)
- Imre Csanádi (1920–1991)
- Vilmos Csaplár (1947–)
- Géza Csáth (1887 - 1919)
- Kálmán Csathó (1881–1964)
- Dénes Csengey (1953–1991)
- András Cserna-Szabó (1974–)
- Mihály Cserzy (1865–1925)
- Róbert Cseke (1984-)
- Gyula Cseszneky (1914–??)
- Mihály Csokonai Vitéz (1773 - 1805)
- Csoóri Sándor (1930–)
- Csorba Győző (1916–1995)
- Zoltán Csuka (1901–1984)
- István Csukás (1936–)
- István Csurka (1934–)
- Gábor Czakó (1942–)

## D
- Sándor Dallos (1901–1964)
- György Dalos (1943 -)
- Gábor Dayka (1769–1796)
- Tibor Déry (1894 - 1977)
- Gábor Devecseri (1917–1971)
- Péter Dobai (1944-)
- László Dobos (1930–)
- Imre Dobozy (1917–1982)
- Géza Domokos (1928-2007)
- Magda Donászy (1911–1988)
- Kornél Döbrentei (1946–)
- Jenő Dsida (1907–1938)
- András Dugonics (1740–1818)

## E, É
- Zoltán Egressy (1967–)
- István Eörsi (1931–2005)
- József Eötvös (1813 - 1871)
- József Erdélyi (1896-1978)
- Renée Erdős (1879–1956)
- Virág Erdős (1968-)
- Péter Esterházy (1950- )

## F
- László Fábián (1940-)
- Vavyan Fable (Molnár Éva, 1956–)
- Mari Falcsik (1956-)
- Ferenc Faludi (1704-1779)
- György Faludy (1910-)
- Árpád Farkas (1944-)
- Mihály Fazekas (1766-1828)
- András Fáy (1786-1864)
- Klára Fehér (1922–1996)
- Géza Féja (1900–1978)
- Endre Fejes (1923–)
- Ferenc Fejtő (1909–)
- Gyula Fekete (1922-)
- István Fekete (1900–1970)
- Vince Fekete (1965-)
- Miksa Fenyő (1877-1972)
- Ákos Fodor (1945-)
- András Fodor (1929–1997)
- Milán Füst (1888–1967)

## G
- Andor Gábor (1884–1953)
- Erzsébet Galgóczi (1930-1989)
- Gábor Garai (1929-1987)
- Géza Gárdonyi (1863-1922)
- Loránd Gáspár (1925-dash;)
- Mihály Gedényi (1908–1988)
- Andor Endre Gelléri (1906–1945)
- Oszkár Gellért (1886–1967)
- Attila Gérecz (1929-1956)
- Ágnes Gergely (1933–)
- Nándor Gion (1941-2002)
- Árpád Göncz (1922–)
- Gábor Görgey (1929–)
- László Gorove (1780–1839)
- Krisztián Grecsó (1976–)
- Lajos Grendel (1948-)
- Albert Gyergyai (1893-1981)
- Albert Gyergyai (1893–1981)
- Géza Gyóni (1884–1917)
- Balázs Györe (1954-)
- Pál Gyulai (1826–1909)
- László Gyurkó (1930–)
- Tibor Gyurkovics (1931–)

## H
- Anna Hajnal (1907–1977)
- Péter Hajnóczy (1942–1981)
- Béla Hamvas (1897–1968)
- Zimra Harsányi 1929-2010)
- Győző Határ (1914–)
- Lajos Hatvany (1880–1961)
- Gyula Háy (1900–1975)
- Géza Hegedüs (1912-1999)
- Gáspár Heltai (1510–1574)
- Jenő Heltai (1871–1957)
- Ferenc Herczeg (1863-1954)
- Gyula Hernádi (1926–2005)
- Gizella Hervay (1930-1982)
- Iván Hollósvölgyi (1969-)
- Elemér Horváth (1933–)
- Ferenc Horváth (1948–)
- János Horváth (1878–1953)
- Miklós Hubay (1918–)
- Sándor Hunyady (1890–1942)

## I
- RózsaIgnácz (1909-1979)
- Ignotus (Veigelsberg Hugó, 1869–1949)
- Pál Ignotus (1901–1978)
- Mihály Ilia (1934-)
- Endre Illés (1902–1986)
- Gyula Illyés (1902–1983)

## J
- Éva Janikovszky (1926–2003)
- Zoltán Jékely (1913–1982)
- Károly Jobbágy (1921–1998)
- Anna Jókai (1932–)
- Mór Jókai (1825-1904)
- Miklós Jósika (1794-1865)
- Attila József (1905-1937)
- Ferenc Juhász (1928-)
- Gyula Juhász (1883-1937)
- István Juhász (1946–)

## K
- Margit Kaffka (1880-1918)
- István Kalász (1959–)
- Márton Kalász (1934–)
- György Káldi (1572–1634)
- László Kálnoky (1912–1985)
- Sándor Kányádi (1929–)
- Éva Karádi (1946-)
- Orsolya Karafiáth (1976-)
- Frigyes Karikás (1891–1938)
- Ferenc Karinthy (1921-1992)
- Frigyes Karinthy (1887-1938)
- Kármán József (1769–1795)
- Károli Gáspár (1529?–1591)
- György Károly (1953-)
- Amy Károlyi (1909–2003)
- Lajos Kassák (1887-1967)
- József Katona (1791-1830)
- Ferenc Kazinczy (1759-1831)
- Zsigmond Kemény (1814-1875)
- Géza Képes (1909–1989)
- Imre Kerék (1942–)
- Ágnes Keresztes (1937-)
- Dezső Keresztury (1904–1996)
- Frigyes Kerényi (1822–1852)
- Ákos Kertész (1932-)
- Erzsébet Kertész (1909–2005)
- Imre Kertész (1929–) laureat al Premiului Nobel în anul 2002
- Simon Kézai (secolul XIII)
- Károly Kisfaludy (1788-1830)
- Sándor Kisfaludy (1772-1844)
- Ephraim Kishon (1924-2004)
- Anna Kiss (1939-)
- Benedek Kiss (1943-)
- Gy. CsabaKiss (1945-)
- József Kiss (1842-1921)
- Ottó Kiss (1963–)
- István Kocsis (1940-)
- János Kodolányi (1899-1969)
- Arthur Koestler (1905-1983)
- Ferenc Kölcsey (1790–1838)
- Grandpierre Emil (1874–1938)
- Grandpierre Emil Kolozsvári (1907-1999)
- György Konrád (1933–)
- Lajos Kónya (1914–1972)
- István Kormos (1923–1977)
- Károly Kós (1883–1977)
- Dezső Kosztolányi (1885-1936)
- András Ferenc Kovács (1959-)
- Lőrinc Kovai (1912-1986)
- György Krassó (1932–1991)
- László Krasznahorkai (1954-)
- Gyula Krúdy (1878-1933)
- Péter Kuczka (1923–1999)
- Endre Kukorelly (1951–)

## L
- János Lackfi (1971-)
- Mihály Ladányi (1934–1987)
- Menyhért Lakatos (1926–)
- Zsolt Láng (1958-)
- László Lator (1927–)
- Ervin Lázár (1936-)
- Balázs Lengyel (1918–)
- József Lengyel (1896–1975)
- Menyhért Lengyel (1880–1974)
- József Lévay (1825–1918)
- L. László Lőrincz (1939-)
- Árpád Lőwy (Réthy László, 1851–1914)
- Tamás Lossonczy (1904 - 2009)

## M
- Imre Madách (1823–1864)
- Ida Makay (1932–)
- Iván Mándy (1918–1995)
- Sándor Márai (1900–1989)
- Rodion Markovits (1884–1948)
- László Marsall (1933-)
- László Márton (1954-)
- László Mécs (1895–1978)
- György Méhes (1916–2007)
- Tibor Méray (1924–)
- Dezső Mészöly (1918–)
- Miklós Mészöly (1921–2001)
- Kelemen Mikes (1690–1761)
- Kálmán Mikszáth (1847–1910)
- György Moldova (1934–)
- Ferenc Molnár (1878–1952)
- Géza Molnár (1923–)
- Ferenc Móra (1879–1934)
- Virág Móricz (1909–1995)
- Zsigmond Móricz (1879–1942)
- Péter Müllerr (1933–)

## N
- Péter Nádas (1942-)
- Ádám Nádasdy (1947–)
- Gáspár Nagy (1949–)
- Lajos Nagy (1883-1954)
- László Nagy (1925-1978)
- István Nemere (1944-)
- Ágnes Nemes Nagy (1922-1991)
- László Németh (1903-1975)
- Gábor Nógrádi (1947–)
- József Nyírő (1889–1953)

## O
- GyulaObersovszky (1927–2001)
- Imre Oravecz (1943-)
- János Dénes Orbán (1973-)
- Ottó Orbán (1936–2002)
- István Örkény (1912-1979)
- Ernő Osvát (1877–1929)
- Géza Ottlik (1912-1990)

## P
- Ádám Pálóczi Horváth (1760–1820)
- Dezső Palotás (1951-1999)
- András Pályi (1942–)
- Janus Pannonius (1434–1472)
- Károly Pap (1872–1954)
- Lajos Parti Nagy (1953-)
- Géza Páskándi) (1932–1995)
- László Passuth (1900–1979)
- Péter Pázmány (1570-1637)
- Jenő Péterfy (1850-1899)
- András Petőcz (1957–)
- Sándor Petőfi (1823-1849)
- György Petri (1944-2000)
- János Pilinszky (1921-1981)
- Szilárd Podmaniczky (1963-)
- Alaine Polcz (1921–)
- Zoltán Poós (1970–)
- Lajos Pósa (1850–1914)

## R
- Zsuzsa Rácz (1972–)
- Miklós Radnóti (1909–1944)
- Ferenc II. Rákóczi (1676–1735)
- Sándor Rákos (1921–1999)
- Zsuzsa Rakovszky (1950–)
- Jenő Rejtő (P. Howard, 1905–1943)
- Sándor Reményik (1890–1941)
- Zsigmond Remenyik (1900–1962)
- Gyula Reviczky (1855–1889)
- Sándor Rideg (1903–1966)
- József Romhányi (1921–1983)
- György Rónay (1913–1978)
- György Rostás-Farkas (1949-)

## S
- Iván Sándor (1930–)
- Ferenc Sánta (1927–)
- Attila Sántha (1968–)
- Imre Sarkadi (1921–1961)
- Gyula Schöpflin (1910-2004)
- György Schwajda (1943–)
- Sándor Sík (1889–1963)
- Imre Simonyi (1920–1994)
- István Sinka (1897–1969)
- Péter Siposhegyi (1957–)
- György Somlyó (1920-2006)
- Zoltán Somlyó (1882–1937)
- Gyula Somogyvári (1895–1953)
- György Spiró (1946-)
- András Sütő (1927–2006)
- Dezső Szabó (1879-1945)
- István Szabó (1931–1976)
- Lőrinc Szabó (1901-1957)
- Magda Szabó (1917-2008)
- Károly Szakonyi (1931–)
- István Széchenyi, conte de Szécheny(1791-1860)
- Fábián János Szeder(1794-1859)
- Székely János (1901–1958)
- Székely János (1929–1992)
- Sándor Szélesi (1962–)
- Miklós Szentkuthy (1908-1988)
- Péter Szentmihályi Szabó (1945–)
- Ernő Szép (1884-1953)
- Mária Szepes (1908–)
- Antal Szerb (1901–1945)
- Domokos Szilágyi (1938-1976)
- István Szilágyi (1819-1897)
- István Szilágyi (II) (1938–)
- Lajos Szilvási (1932–1996)
- Dezső Szomory (1869-1944)
- Géza Szöcs (1952-)

## T
- Gyula Takáts (1911–)
- Áron Tamási (1897-1966)
- Lajos Tamási (1923–1992)
- Károly Tamkó Sirató (1905–1980)
- Mihály Táncsics (1799–1884)
- Dezső Tandori (1938-)
- Sándor Tar (1941–2005)
- Tibor Tardos (1918–2004)
- Ferenc Temesi (1949–)
- János Térey (1970-)
- Józsi Jenő Tersánszky (1888-1969)
- Katalin Thuróczy (1948–)
- Zoltán Thury (1870–1906)
- Sebestyén Tinódi Lantos (1510?–1556)
- Tibor Tollas (1920–1997)
- Ottó Tolnai (1940-)
- Mihály Tompa (1817–1868)
- Cécile Tormay (1875–1937)
- István Tömörkény (1866–1917)
- Sándor Török (1904–1985)
- Török Sophie (Tanner Ilona, 1895–1955)
- Árpád Tóth (1886-1928)
- Eszter Tóth (1920–1992)
- Krisztina Tóth (1967-)
- Árpád Tőzsér (1935–)

## U, Ú
- József Utassy (1941–)

## V
- Mihály Váci (1924–1970)
- János Vajda (1825-1897)
- Miklós Vámos (1950–)
- Dániel Varró (1977–)
- István Vas (1910-1991)
- Gábor Vaszary (1897–1985)
- László Végel (1941–)
- Attila Végh (1962–)
- György Végh (1919-1982)
- Péter Veres (1897–1970)
- Ferenc Verseghy (1757–1822)
- Endre Vészi (1916–1987)
- Benedek Virág (1754–1830)
- István Vörös (1964-)
- Mihály Vörösmarty (1800-1855)

## W
- Albert Wass (1908–1998)
- Sándor Weöres (1913–1989)

## Z
- Tibor Zalán (1954–)
- Pál Závada (1954–)
- Zoltán Zelk (1906-1981)
- Lajos Zilahy (1891-1976)
- Miklós Zrínyi (1620-1664)
- Péter Zsoldos (1930–1997)
- Béla Zsolt (1895–1949)